# Williams Racing
Atlassian Williams Racing este o echipă britanică de curse auto ce participă în Campionatul Mondial de Formula 1. A fost fondată de fostul proprietar al echipei, Frank Williams, și de inginerul auto Patrick Head. Echipa a fost formată în 1977 după operațiunea anterioară nereușită a lui Frank Williams din F1: Frank Williams Racing Cars (care mai târziu a devenit Wolf–Williams Racing în 1976). Toate șasiurile Williams F1 se numesc „FW”, urmate de un număr, FW fiind inițialele cofondatorului echipei și proprietarului original, Frank Williams.
Prima cursă a echipei a fost Marele Premiu al Spaniei din 1977, unde a rulat un șasiu March pentru Patrick Nève. Williams a început să-și construiască propriile mașini în anul următor, iar Clay Regazzoni a câștigat prima cursă a lui Williams la Marele Premiu al Marii Britanii din 1979. La Marele Premiu al Marii Britanii din 1997, Jacques Villeneuve a obținut cea de-a 100-a victorie a echipei, făcând-o pe Williams una dintre cele patru echipe din Formula 1, alături de Ferrari, McLaren și Mercedes, care a câștigat cel puțin 100 de curse. Williams a câștigat nouă campionate la constructori între 1980 și 1997. Acesta a fost un record, până când Ferrari a câștigat al zecelea ei campionat în 2000.
Piloții notabili pentru Williams îi includ pe: Alan Jones, Keke Rosberg, Nigel Mansell, Damon Hill, David Coulthard, Jenson Button, Juan Pablo Montoya, Alain Prost, Nelson Piquet, Ayrton Senna, Riccardo Patrese și Jacques Villeneuve. Dintre acești piloți, Jones, Rosberg, Mansell, Hill, Piquet și Villeneuve au câștigat titlul la piloți cu echipa. Dintre cei care au câștigat campionatul cu Williams, doar Jones, Rosberg și Villeneuve și-au apărat titlul în timp ce erau încă la echipă; întrucât Piquet s-a mutat la Lotus după ce a câștigat campionatul din 1987, Mansell a părăsit F1 pentru a concura în seria CART după ce a câștigat campionatul din 1992, Prost s-a retras după ce a câștigat campionatul din 1993, iar Hill s-a mutat la Arrows după ce a câștigat campionatul din 1996. Niciunul dintre campionii piloti ai lui Williams nu a câștigat vreun campionat cu o altă echipă.
Williams a lucrat cu mulți producători de motoare, cel mai de succes cu Renault, câștigând cinci dintre cele nouă titluri la constructori cu compania. Alături de Ferrari, McLaren, Benetton și Renault, Williams face parte dintr-un grup de cinci echipe care au câștigat fiecare Campionat al Constructorilor între 1979 și 2008 și fiecare Campionat al Piloților din 1984 până în 2008.
În mai 2020, Williams a anunțat că este în căutare de cumpărători pentru o parte a echipei din cauza performanței financiare slabe din 2019 și că a reziliat contractul sponsorului de titlu ROKiT. Pe 21 august 2020, Williams a fost achiziționată de Dorilton Capital. Frank și Claire Williams au renunțat la funcția de manager și director adjunct al echipei pe 6 septembrie 2020, Marele Premiu al Italiei din 2020 fiind ultima cursă cu ei în pozițiile lor respective.

## Istoric

### 1977: Fondarea ca echipă privată

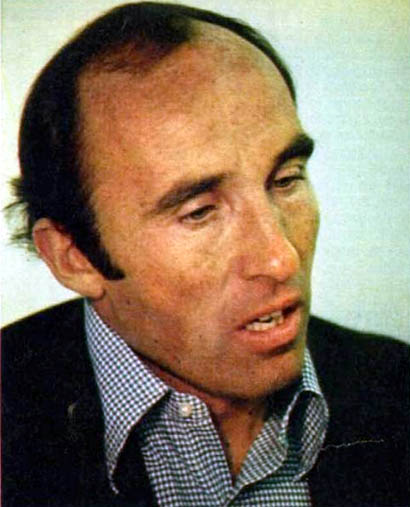
Frank Williams, fondatorul echipei.

Frank Williams a fondat Williams în 1977, după ce echipa sa anterioară, Frank Williams Racing Cars, nu a reușit să obțină succesul dorit. În ciuda promisiunii unui nou proprietar, milionarul canadian Walter Wolf, și a rebranding-ului echipei ca Wolf–Williams Racing în 1976, mașinile încă nu erau competitive. În cele din urmă, Williams a părăsit Walter Wolf Racing și s-a mutat la Didcot pentru a-și reconstrui echipa ca Williams Grand Prix Engineering. Frank l-a recrutat pe Patrick Head pentru a lucra la proiect, creând parteneriatul Williams-Head.
Williams a concurat în sezonul 1977 cu un March 761. Singurul pilot al echipei a fost Patrick Nève, participând în 11 curse în acel an, începând cu Marele Premiu al Spaniei. Noua echipă nu a reușit să marcheze vreun punct, cea mai bună clasare fiind locul 7 la Marele Premiu al Italiei.

### 1978-1983: Williams surprinde lumea Formulei 1

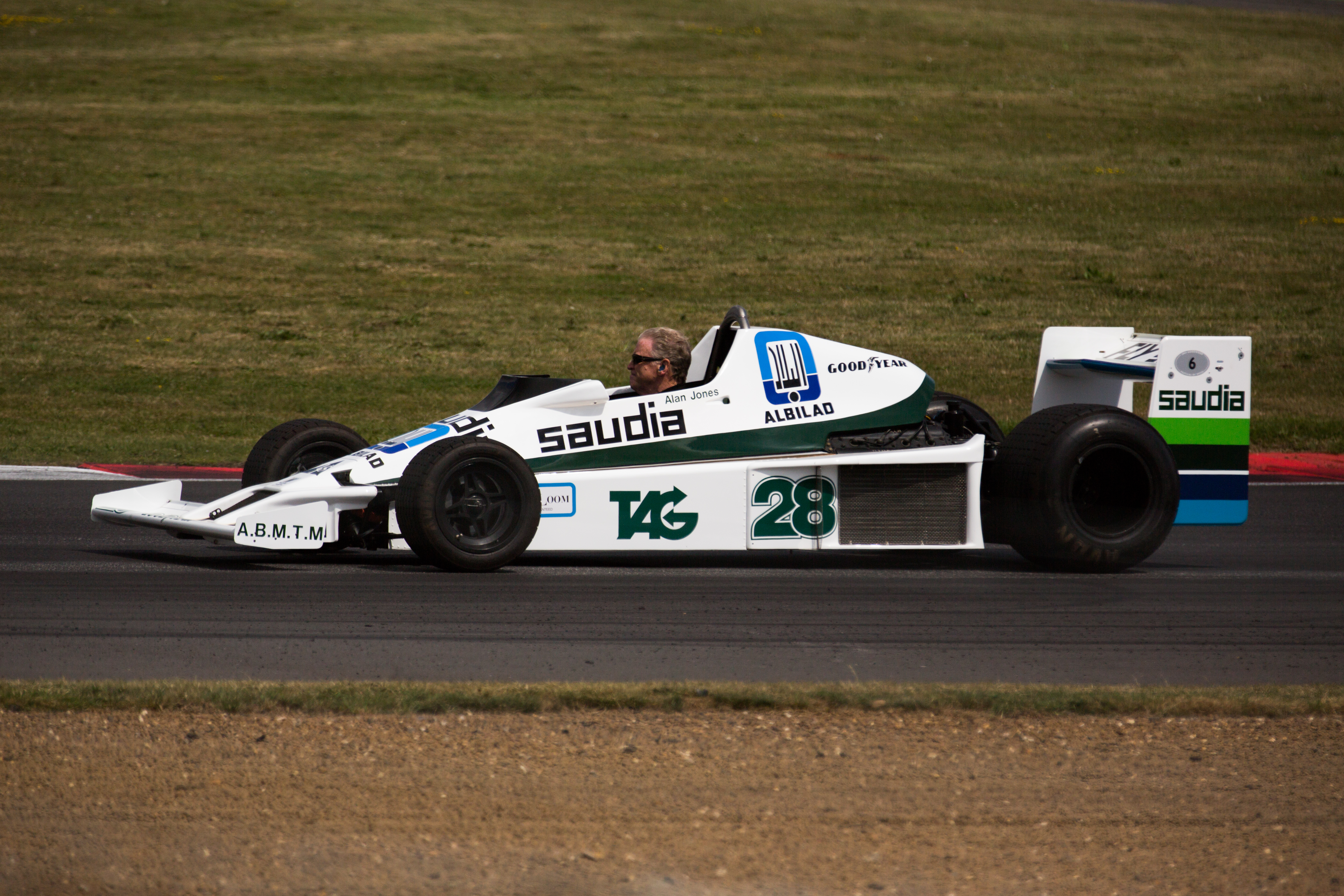
Monopostul FW06, prima mașină construită de echipă pentru sezonul din.

Pentru sezonul 1978, Patrick Head a proiectat prima mașină Williams: FW06. Williams l-a semnat pe Alan Jones, care câștigase Marele Premiu al Austriei în sezonul precedent pentru o echipă Shadow devastată după moartea pilotului principal, Tom Pryce. Prima cursă a lui Jones pentru echipă a fost Marele Premiu al Argentinei, unde s-a calificat pe locul 14, dar s-a retras după 36 de tururi din cauza unei defecțiuni a sistemului de combustibil. Echipa a marcat primele puncte în campionat două curse mai târziu, la Marele Premiu al Africii de Sud, când Jones a terminat pe locul patru. Williams a obținut primul lor podium la Marele Premiu al Statelor Unite, unde Jones a ajuns pe locul al doilea, la 20 de secunde în spatele Ferrari-ului lui Carlos Reutemann. Williams a terminat sezonul pe locul nouă în Campionatul Constructorilor, cu 11 puncte acumulate, în timp ce Alan Jones a terminat pe locul 11 în Campionatul Piloților. Spre sfârșitul anului 1978, Frank Williams l-a recrutat pe Frank Dernie pentru a se alătura lui Patrick Head în biroul de proiectare.

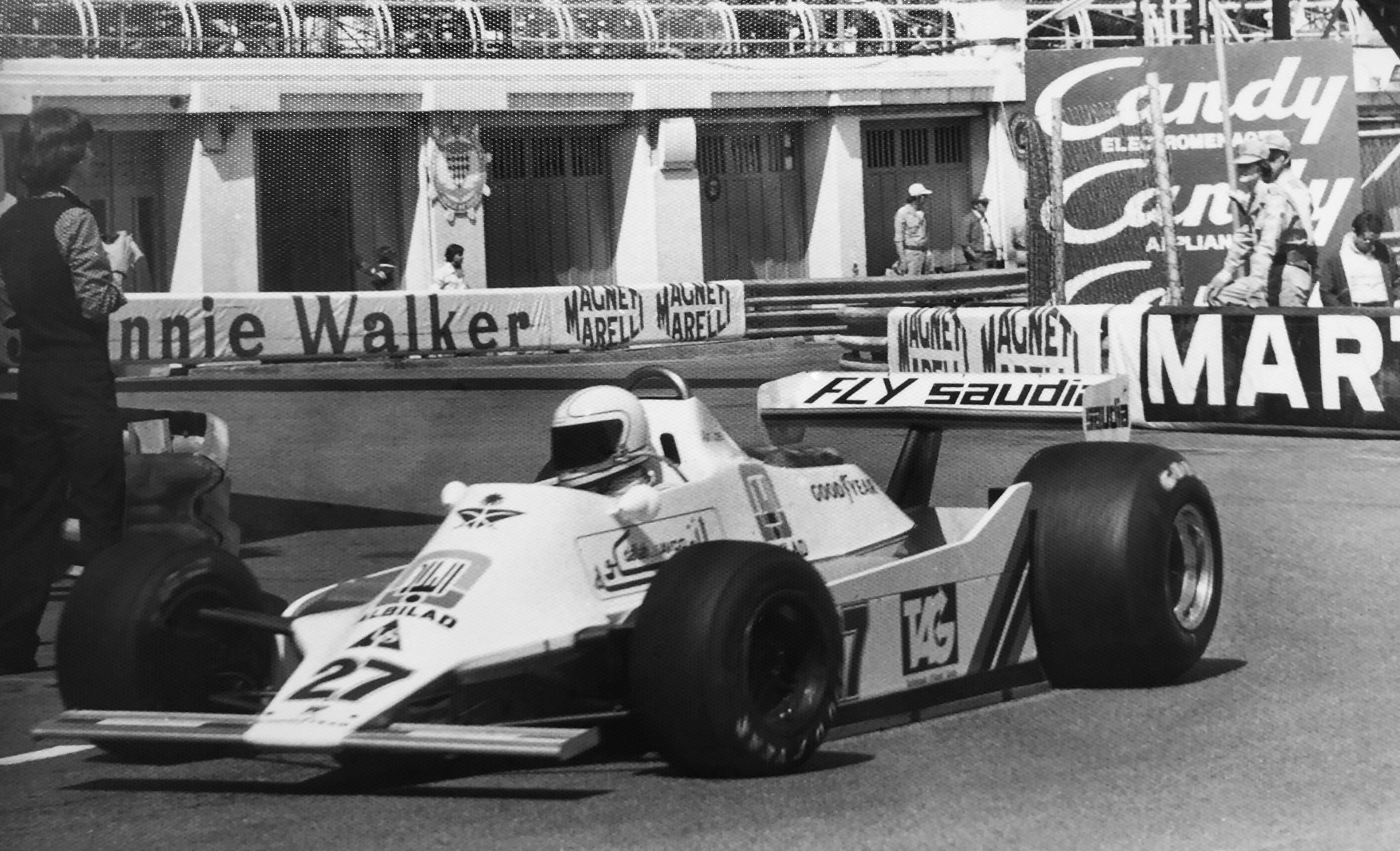
Alan Jones în timpul antrenamentelor pentru din.

Pentru sezonul 1979, Williams a obținut calitatea de membru al Asociației Constructorilor de Formula 1 (FOCA), care și-a exprimat preferința ca echipele să ruleze două mașini, așa că lui Jones i s-a alăturat Clay Regazzoni. Abia în runda a șaptea a campionatului, Marele Premiu al Principatului Monaco, au obținut puncte. Regazzoni a fost aproape de a obține prima victorie a echipei, dar a terminat pe locul doi, la mai puțin de o secundă în spatele câștigătorului cursei, Jody Scheckter. Prima victorie a echipei a venit la Marele Premiu al Marii Britanii (cursa de acasă), când Regazzoni a terminat cu 25 de secunde înaintea locului doi. Un succes mai mare a urmat atunci când Williams a terminat cu o clasare 1-2 în runda următoare din Germania, Jones pe primul loc, iar Regazzoni la două secunde în urmă. Jones a obținut apoi trei victorii la rând până la Marele Premiu al Țărilor de Jos, terminând cu o marjă confortabilă față de Ferrari-ul lui Jody Scheckter. Scheckter a pus capăt seriei de victorii a lui Williams când a câștigat Marele Premiu al Italiei; cu Regazzoni terminând pe locul al treilea în spatele lui Scheckter și Gilles Villeneuve. Alan Jones a reușit o nouă victorie la penultima a anului, în Canada, pentru a încheia un sezon grozav. Williams și-a îmbunătățit foarte mult poziția în Campionatul Constructorilor, terminând cu opt locuri mai sus decât anul precedent și obținând 59 de puncte în plus. Alan Jones a fost cel mai apropiat pilot de duo-ul Ferrari format din Villeneuve și campionul din 1979, Jody Scheckter. Jones a marcat 43 de puncte, la 17 puncte în spatele lui Scheckter, în timp ce Regazzoni a fost la două locuri în spatele lui, cu 32 de puncte.

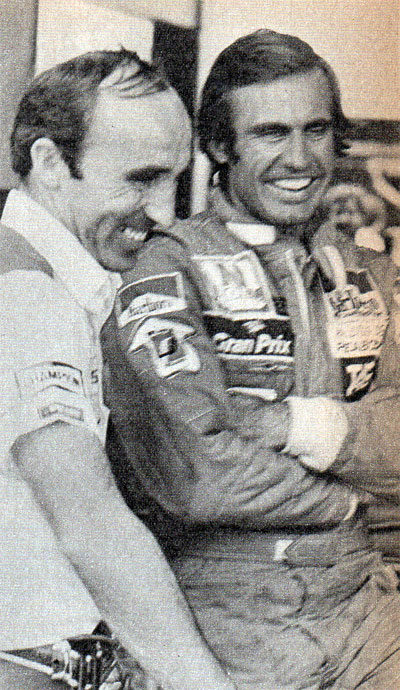
Frank discutând cu Carlos Reutemann la din.

Înainte de începerea sezonului 1980, Regazzoni a părăsit echipa, Carlos Reutemann luându-i locul. Williams a început puternic în campionat, Jones câștigând prima cursă a sezonului, Marele Premiu al Argentinei. Jones a mai câștigat patru curse: Marele Premiu al Franței, Marele Premiu al Marii Britanii, Marele Premiu al Canadei și, ultima cursă a sezonului, Marele Premiu al Statelor Unite. Jones a devenit primul dintre cei șapte piloți Williams care a câștigat campionatul la piloți, cu 17 puncte în fața lui Nelson Piquet de la Brabham. Williams a câștigat și primul ei Campionat al Constructorilor, înscriind 120 de puncte, aproape de două ori mai multe decât Ligier, locul doi. Williams a câștigat patru curse în 1981. Alan Jones a câștigat prima cursă a sezonului, Marele Premiu al Vestului Statelor Unite și ultima cursă a sezonului, Marele Premiu al Las Vegasului. Între timp, Carlos Reutemann a câștigat Marele Premiu al Braziliei și Marele Premiu al Belgiei. Williams a câștigat titlul la Constructori pentru al doilea an consecutiv, obținând 95 de puncte, cu 34 de puncte mai mult decât Brabham, locul doi.

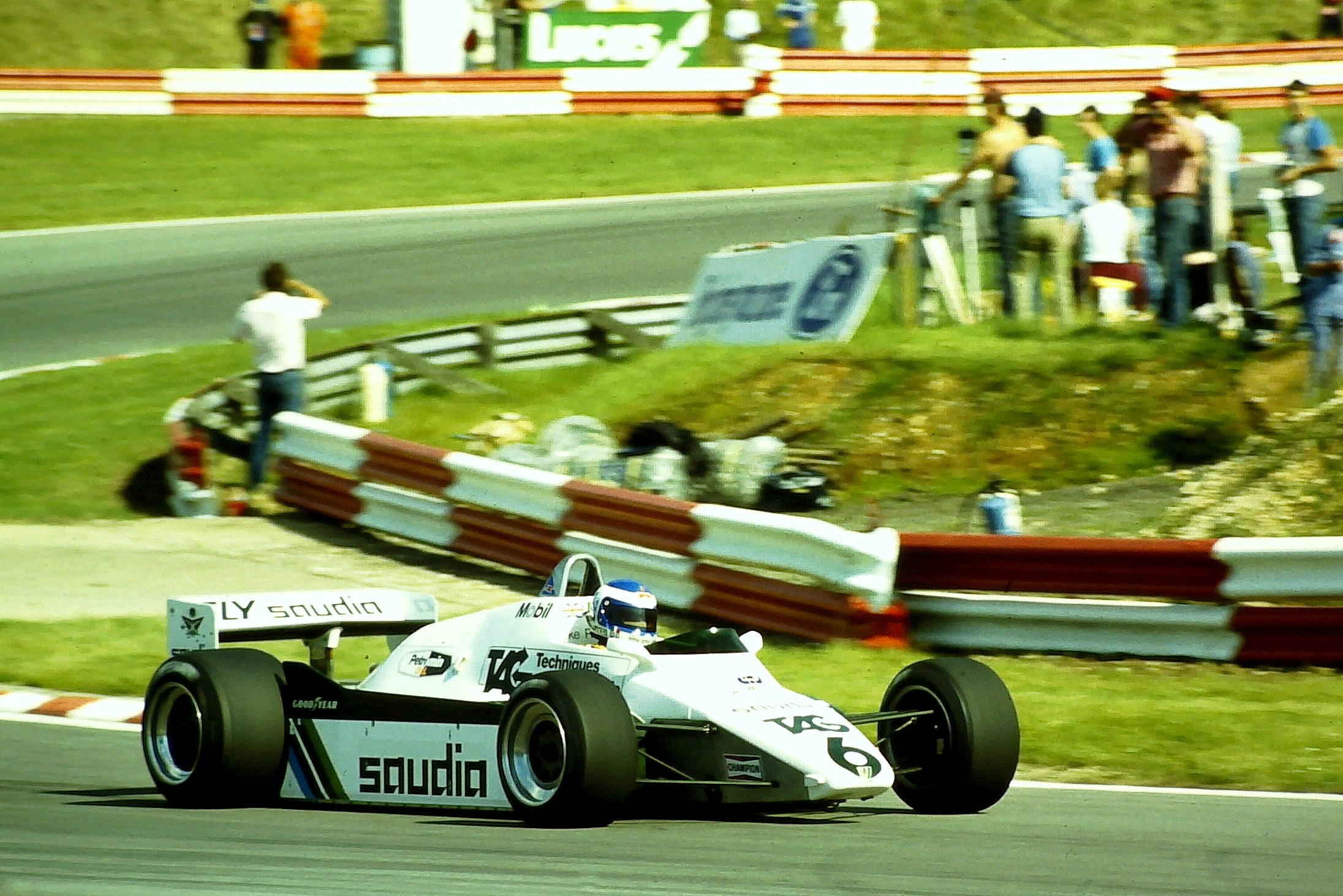
Keke Rosberg în din. El a câștigat titlul mondial din acel sezon.

Alan Jones s-a retras din Formula 1 înainte de sezonul 1982 (deși avea să revină un an mai târziu pentru o singură cursă cu echipa Arrows). Australianul a fost înlocuit de Keke Rosberg, tatăl campionului mondial 2016, Nico Rosberg. În ciuda faptului că nu marcase niciun punct în sezonul precedent, el a câștigat titlul la piloți în acel an. A câștigat o singură cursă pe tot parcursul sezonului, Marele Premiu al Elveției. Coechipierul lui Rosberg, Reutemann, a terminat pe locul 15, renunțând la Formula 1 după doar două curse din noul sezon. Locul lui a fost ocupat de Mario Andretti pentru Marele Premiu al Vestului Statelor Unite; înainte ca Derek Daly să-i preia locul pentru restul anului. Williams a terminat pe locul patru în Campionatul Constructorilor în acel an, la 16 puncte în spatelei campioanei Ferrari. Frank Williams se uită către Honda, care dezvolta un motor V6 turbo cu Spirit. O înțelegere între Honda și Williams a fost încheiată la începutul anului 1983, iar echipa a folosit motoarele pentru sezonul 1984. Cu toate acestea, pentru sezonul 1983, Williams a continuat să folosească motorul Ford, cu excepția ultimei curse a anului, cea din Africa de Sud, unde Keke Rosberg a terminat pe un impresionant loc al cincilea. Echipa a terminat sezonul pe locul patru în Campionatul Constructorilor, înscriind 36 de puncte. De asemenea, Rosberg a câștigat Marele Premiu al Principatului Monaco din acel an.

### 1984-1987: Motoarele Honda

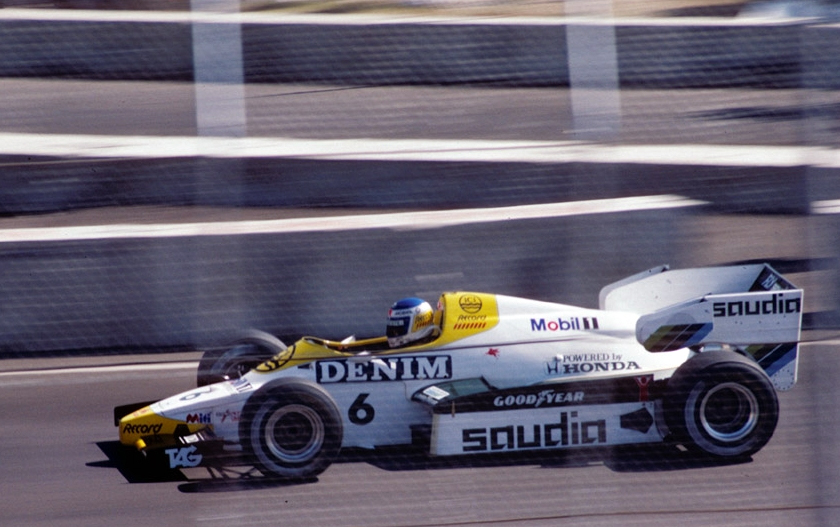
Rosberg a câștigat din, prima victorie cu motorul Honda.

Pentru sezonul 1984, echipa a rulat cu monopostul FW09, propulsat de motorul Honda. Keke Rosberg a câștigat Marele Premiu de la Dallas și a terminat pe locul al doilea la cursa de deschidere a sezonului, Marele Premiu al Braziliei. Noul coechipier al lui Rosberg, Jacques Laffite, a terminat pe locul 14 în Campionatul Piloților, cu cinci puncte acumulate. Echipa a terminat pe locul șase în Campionatul Constructorilor cu 25,5 puncte, Rosberg clasându-se pe locul opt în Campionatul piloților. În 1985, Head a proiectat FW10, primul șasiu al echipei care a folosit tehnologia compozitelor din fibră de carbon inițiată de McLaren. Britanicul Nigel Mansell l-a înlocuit pe Laffite pentru a face parteneriat cu Rosberg. Echipa a obținut patru victorii, Rosberg câștigând Marele Premiu de la Detroit și cel al Australiei, iar Mansell a câștigat Marele Premiu al Europei și cel al Africii de Sud. Williams a terminat pe locul trei în Campionatul Constructorilor, înscriind 71 de puncte. În timpul calificărilor pentru Marele Premiu al Marii Britanii din acel an, Rosberg a parcurs un tur al circuitului în 1:05,591. Viteza medie a turului a fost de 259,005 km/h. Acesta a fost cel mai rapid tur înregistrat din istoria Formulei 1 până în acel moment.

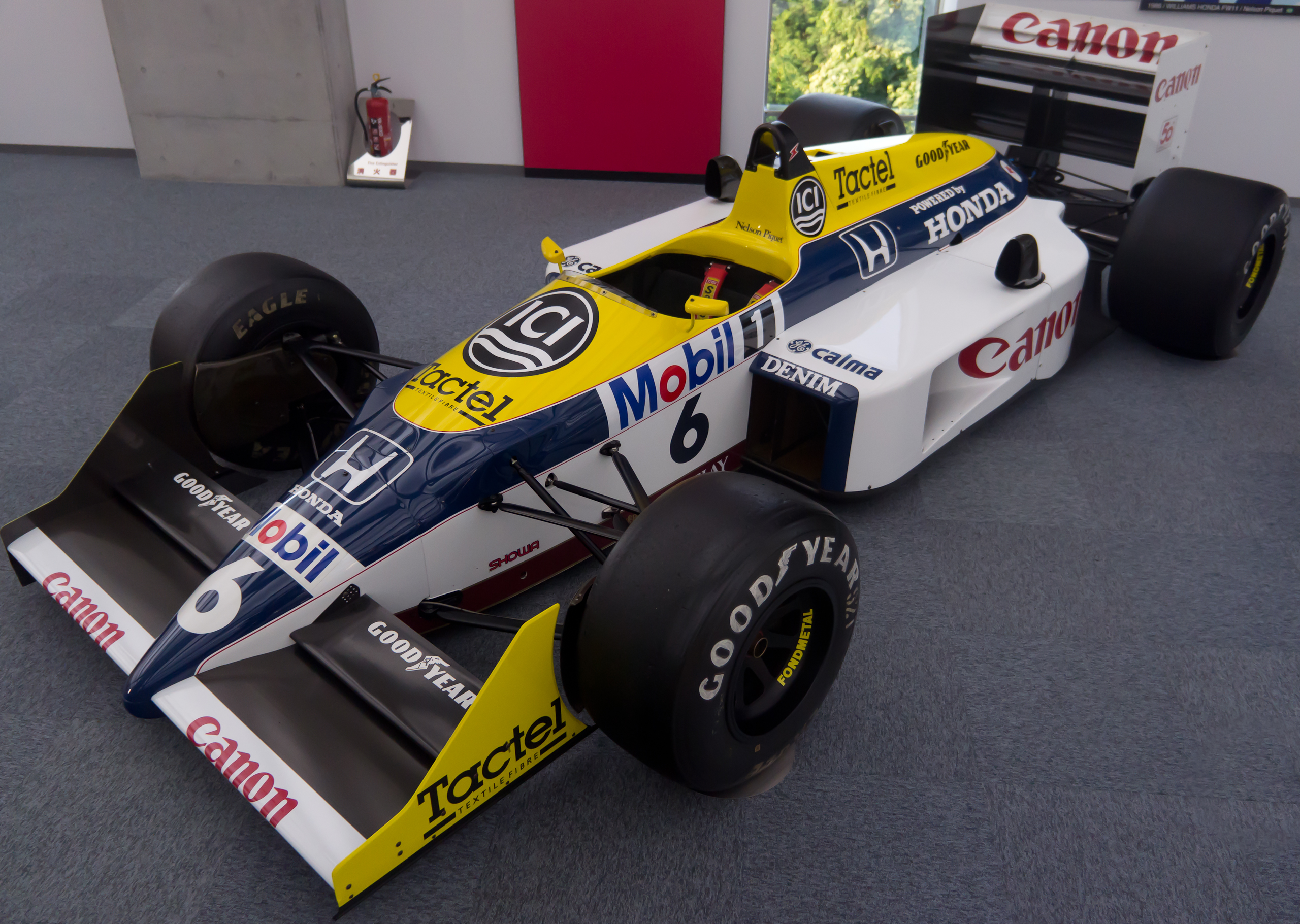
Monopostul FW11B al lui Nelson Piquet cu care a câștigat titlul la piloți din.

În martie 1986, Frank Williams s-a confruntat cu cea mai serioasă provocare din viața sa. În timp ce se întorcea la aeroportul din Nisa, Franța, după testele de presezon, a fost implicat într-un accident rutier care l-a lăsat paralizat. El nu s-a mai întors la boxe timp de aproape un an. În ciuda lipsei prezenței sale pe pistă, echipa Williams a câștigat nouă Mari Premii și Campionatul Constructorilor din 1986, și a fost aproape de a câștiga Campionatul Piloților prin Nigel Mansell, dar anvelopa pilotului britanic a explodat la Marele Premiu al Australiei, cursa finală a sezonului, în timp ce coechipierul său rival de campionat, Nelson Piquet, a făcut o oprire la boxe la scurt timp după retragerea lui Mansell, ca măsură de precauție. Acest lucru i-a permis lui Alain Prost să-și apere titlul cu succes, în ciuda faptului că se afla într-o mașină mai lentă. Sezonul 1987 a adus parteneriatului Williams-Honda primul și singurul ei campionat mondial al piloților, în mâinile lui Nelson Piquet. Piquet a câștigat trei curse și a marcat 73 de puncte în sezon. Coechipierul său, Mansell, a ajuns pe locul doi, cu șase victorii și 61 de puncte. Williams a câștigat Campionatul Constructorilor pentru al doilea an consecutiv, înscriind 137 de puncte, cu 61 de puncte în fața celui mai apropiat rival, McLaren. În ciuda acestui succes, Honda și-a încheiat parteneriatul cu Williams la sfârșitul anului în favoarea lui McLaren.

### 1988: Motoarele Judd
Neputând să încheie o înțelegere cu un alt producător important de motoare, Williams a folosit motoare Judd cu aspirație naturală pentru sezonul 1988. Acest lucru a lăsat echipa cu un deficit semnificativ de performanță în comparație cu rivalii lor cu motoare turbo. Piquet a părăsit Williams pentru a se alătura lui Lotus, care și-a păstrat motoarele Honda pentru sezonul 1988, ajutată și de faptul că îl avea pe Satoru Nakajima ca pilot numărul 2 al echipei. Williams l-a adus pe Riccardo Patrese în locul lui Piquet. Echipa nu a câștigat nicio cursă în acel sezon și a terminat pe locul șapte în Campionatul Constructorilor, înscriind 20 de puncte. Cele mai importante momente ale sezonului pentru echipă au fost două clasări pe locul doi de către Mansell. Când Mansell a fost forțat să rateze două curse din cauza unei boli, a fost înlocuit de Martin Brundle pentru prima cursă și de Jean-Louis Schlesser pentru a doua.

### 1989-1997: Parteneriatul de mare succes cu Renault
Echipa și l-a asigurat pe Renault drept furnizor de motoare în 1989. Motoarele Renault i-au propulsat ulterior pe piloții lui Williams către încă patru campionate la piloți și cinci la constructori până la plecarea producătorului francez din Formula 1 la sfârșitul anului 1997. Combinația dintre puternicul motor Renault și expertiza în proiectare a lui Adrian Newey a dus la dominarea acestui sport la mijlocul anilor 1990 alături de McLaren. Mansell a avut un sezon absolut dominant în 1992, câștigând titlul în timp record și conducând numeroase curse din pole până la final. Unii susțin că monoposturile FW14 și FW15 ale lui Williams au fost „cele mai avansate mașini din punct de vedere tehnologic care au concurat vreodată în Formula 1”.

#### Sezoanele 1989-1991

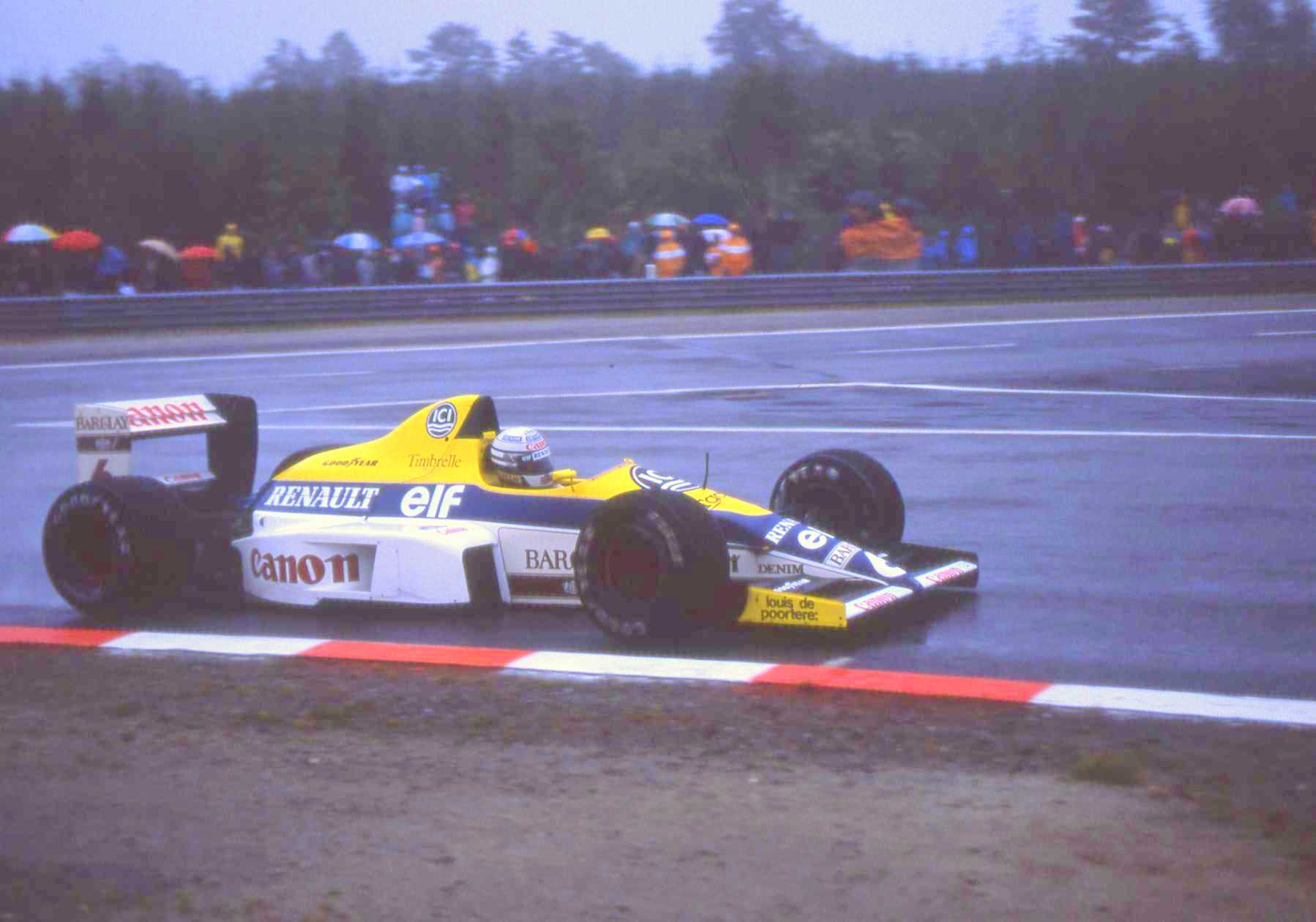
a fost primul sezon pentru Williams alături de Renault.

Era Renault a început în 1989, cu Riccardo Patrese și Thierry Boutsen la volanul celor două mașini Williams. Boutsen l-a înlocuit pe Mansell, care semnase un contract cu Ferrari. Primul Mare Premiu al sezonului, cel din Brazilia, a fost unul pe care echipa ar prefera să-l uite: Boutsen s-a retras cu o defecțiune a motorului și Patrese cu o defecțiune a alternatorului. Williams a reușit să revină, Boutsen terminând pe locul patru la următoarea cursă din Italia; obținând echipei trei puncte. Două curse mai târziu, la Marele Premiu al Mexicului, echipa a reușit să obțină primul podium cu motorul Renault, Patrese terminand pe locul doi, la 15 secunde în spatele lui Ayrton Senna. Următoarea cursă l-a văzut pe Patrese terminând din nou pe locul al doilea, plecând de pe locul 14 pe grilă, Boutsen terminând pe locul 6. În cea de-a șasea rundă din Canada, Williams a obținut nu numai prima victorie cu motorul Renault, ci și primul lor 1-2: Boutsen terminând pe primul loc, urmat de Patrese pe locul doi. Astfel, echipa a câștigat 15 puncte. Williams a ajuns pe locul al doilea în Campionatul Constructorilor, cu 77 de puncte, la 64 de puncte în spatele lui McLaren. Patrese a terminat pe locul 3 în Campionatul Piloților cu 40 de puncte, la 41 de puncte în spatele lui Alain Prost. Boutsen a terminat pe locul 5 în campionat cu 37 de puncte după ce a câștigat și în Australia. Victoria lui Boutsen i-a oferit lui Williams distincția de a fi câștigat atât primul, cât și ultimul Mare Premiu al anilor 1980.
În sezonul 1990, Williams i-a păstrat pe Patrese și Boutsen ca piloți de cursă ai echipei. Echipa a marcat cu 20 de puncte mai puține decât în anul precedent și a terminat pe locul patru în Campionatul Constructorilor cu două poziții mai jos decât în 1989. În Campionatul la Piloți, Boutsen a terminat pe locul șase cu 34 de puncte și Patrese pe locul șapte cu 23 de puncte.

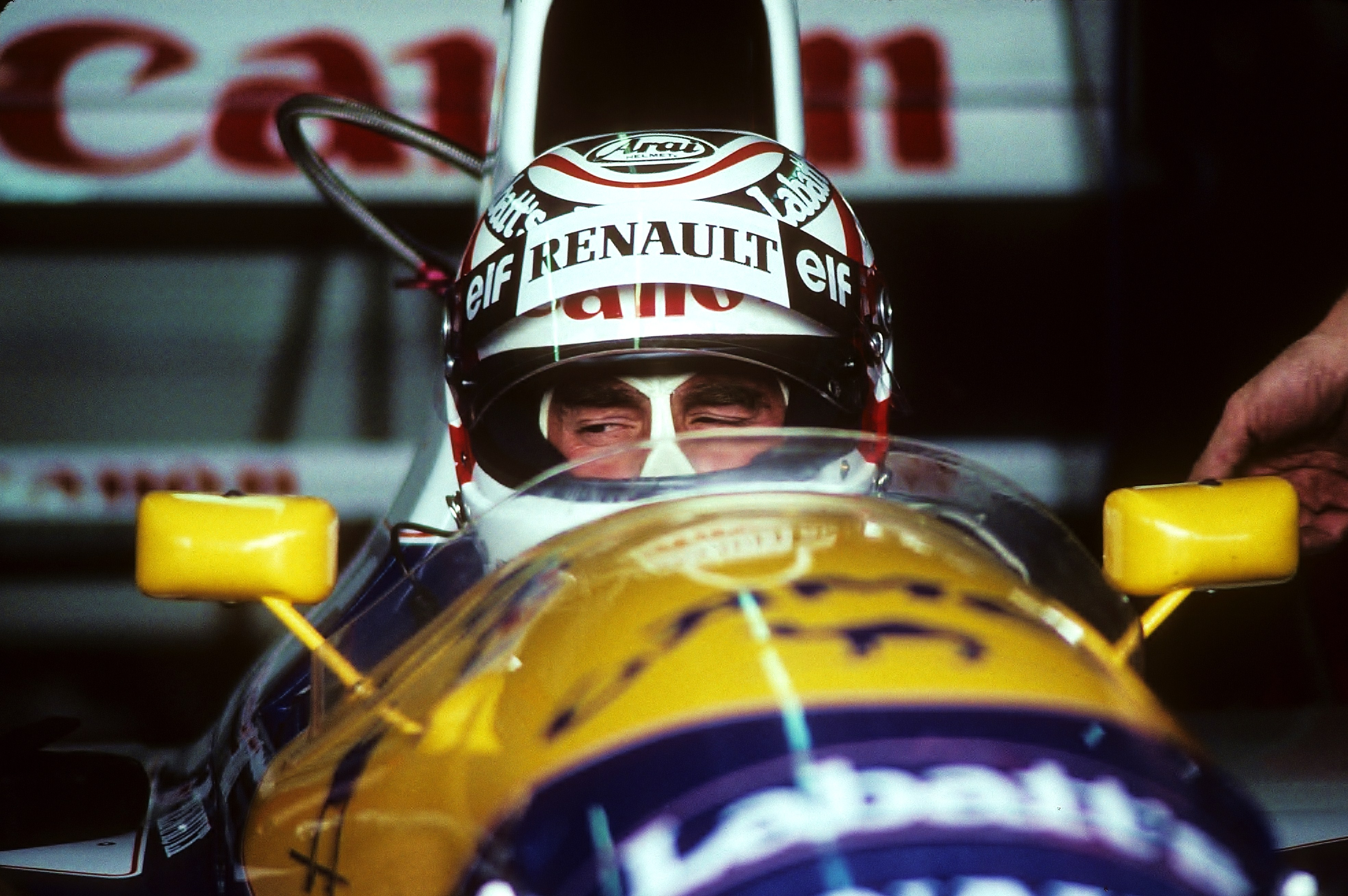
Nigel Mansell la volanul monopostului FW14 din.

Boutsen a părăsit Williams și s-a alăturat echipei Ligier la începutul sezonului 1991. În locul lui a fost readus Nigel Mansell, care a petrecut ultimele două sezoane conducând pentru Ferrari. Williams l-a recrutat, de asemenea, pe viitorul campion mondial din 1996, Damon Hill, ca pilot de rezervă. Williams nu a reușit să termine primul Mare Premiu al sezonului, Marele Premiu al Statelor Unite, ambii piloți retrăgându-se din cauza problemelor cu cutia de viteze. Patrese a revenit pe drumul cel bun pentru echipă în următorul Grand Prix de la Interlagos, ajungând pe locul al doilea în urma lui Ayrton Senna de la McLaren. Marele Premiu al statului San Marino din 1991 a văzut ambele mașini abandonând din nou. În Marele Premiu al Principatului Monaco, Mansell a terminat pe locul al doilea. La următoarea cursă, Marele Premiu al Canadei, Williams s-a calificat prima linie cu ambele mașini doar pentru ca Patrese să termine cursa pe locul 3 și Mansell să se retragă din frunte în ultimul tur din cauza unei defecțiuni electrice. La următoarea cursă din Mexic, Williams a obținut o finalizare 1–2, Patrese terminând pe primul loc și Mansell terminând pe locul doi. Williams a avut apoi o serie de victorii, Mansell câștigând Marele Premiu al Franței, al Marii Britanii și cel al Germaniei. Senna a pus capăt acestei serii de victorii, câștigând în Ungaria, terminând cu cinci secunde înaintea lui Mansell. Ulterior, Mansell a câștigat Marele Premiu al Italiei și Marele Premiu al Spaniei, în timp ce Patrese a câștigat Marele Premiu al Portugaliei, după ce cursa lui Mansell a fost distrusă de o oprire la boxe defectuoasă. Williams a terminat pe locul al doilea în Campionatul Constructorilor, înscriind 125 de puncte în total, la 14 puncte în spatele lui McLaren. Mansell a terminat pe locul al doilea în Campionatul Piloților cu 72 de puncte, la 24 de puncte în spatele lui Senna.

#### Sezoanele 1992-1993

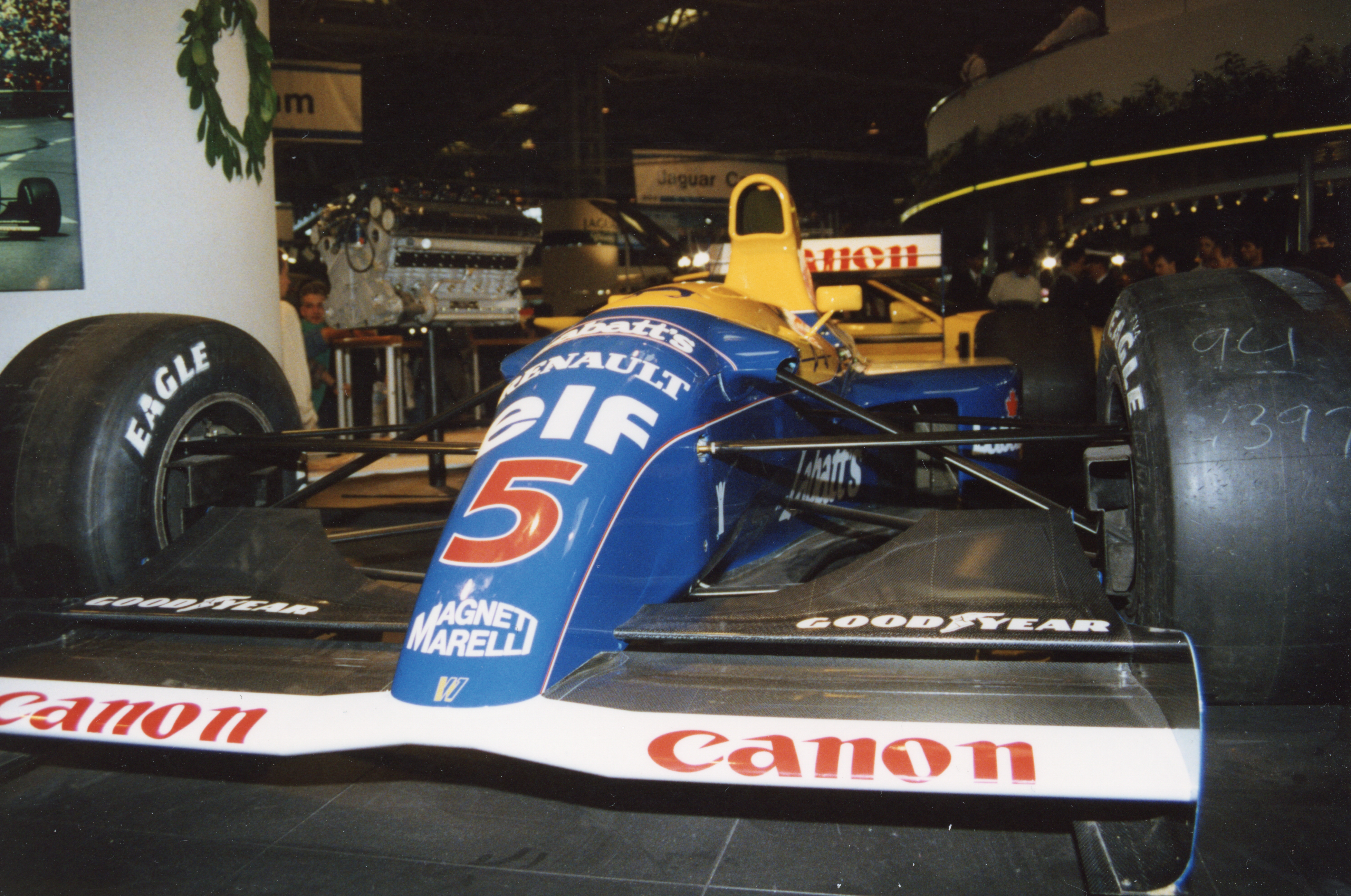
Williams FW14B folosit de Nigel Mansell în sezonul pentru a câștiga Campionatul Piloților, iar echipa Campionatul Constructorilor.

Williams a făcut un pas înainte pentru sezonul 1992, păstrându-și linia de piloți din 1991, formată din Patrese și Mansell. Mansell a dominat prima rundă a sezonului, Marele Premiu al Africii de Sud, calificându-se în pole position și câștigând cursa cu 24 de secunde în fața coechipierul său, Patrese. Nigel Mansell a câștigat următoarele patru runde pentru Williams, la Ciudad de México, Interlagos, Catalunya și Imola, Patrese ajungând pe locul al doilea în toate, cu excepția uneia (Marele Premiu al Spaniei de la Catalunya, unde s-a retras după ce a ieșit în decor). Cele cinci victorii ale lui Mansell în primele cinci curse au fost un nou record în Formula 1. Senna a câștigat următoarea cursă de la Monaco, în fața ambelor mașini Williams, care au terminat pe locul al doilea și al treilea. În cursa următoare, în Canada, ambele mașini Williams s-au retras: Mansell s-a retras la intrarea în virajul final (a susținut că Senna l-a împins) și Patrese a avut o defecțiune la cutia de viteze. Mansell a înregistrat încă patru victorii în curse, inclusiv la Marele Premiu al Marii Britanii. În runda finală, la Adelaide, cele două mașini Williams s-au retras din nou, Mansell după ce Senna s-a izbit violent de spatele lui, iar Patrese cu probleme electrice. Williams a câștigat Campionatul Constructorilor cu 164 de puncte, cu 65 de puncte mai mult decât locul al doilea, McLaren. Mansell a devenit campion mondial, înscriind 108 puncte, Patrese terminând pe locul al doilea cu 56 de puncte. Obținând nouă victorii pe parcursul anului, Mansell a stabilit un nou record pentru cele mai multe victorii ale unui singur pilot într-un sezon.

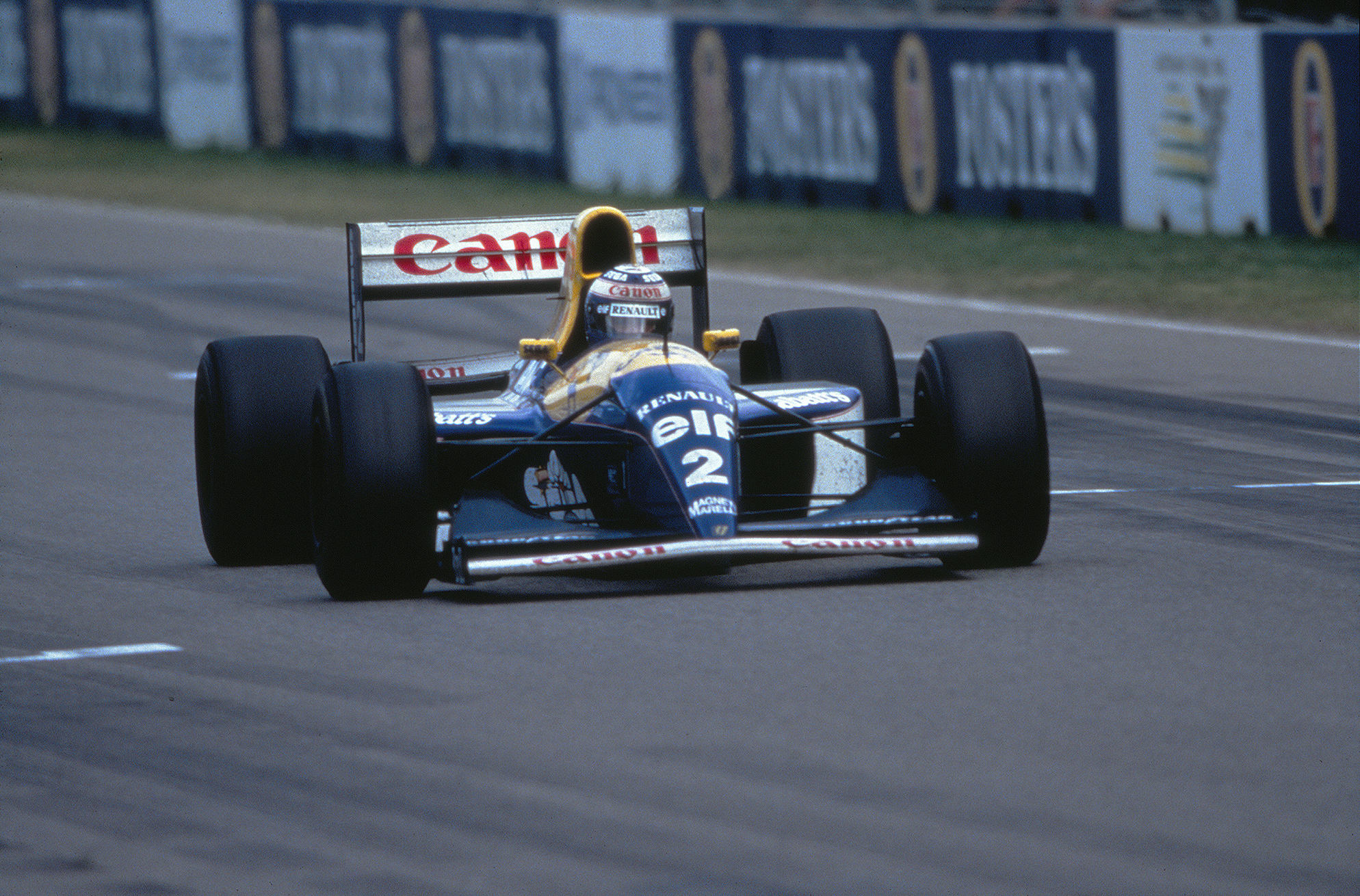
Williams FW15C a fost una dintre mașinile cele mai avansate tehnologic din istoria Formulei 1.

După câștigarea titlului din 1992, Mansell a decis să se retragă din Formula 1, locul lui la Williams fiind luat de pilotul de rezervă al echipei, Damon Hill. Întrucât campionul en-titre nu a participat în sezon, Hill a concurat cu numărul „0” pe mașină. De asemenea, și Patrese a părăsit echipa, alăturându-se lui Michael Schumacher la Benetton. Triplul campion mondial Alain Prost și-a încheiat pauza de un an de la competiție, după concedierea din 1991 de către Scuderia Ferrari, iar Williams l-a semnat drept al doilea pilot de curse. Williams FW15C a fost o mașină extrem de dominantă, cu suspensii active și sisteme de control al tracțiunii peste orice disponibil pentru celelalte echipe. Prost a câștigat la debutul său pentru echipă, în Africa de Sud, și, la fel ca Mansell, a dominat weekend-ul, luând pole position și terminând cu un minut în fața lui Senna. Următorul Mare Premiu, din Brazilia, l-a văzut pe Prost ciocnindu-se de Christian Fittipaldi de la Minardi, pe ploaie, în turul 29, în timp ce Hill a urcat pe primul său podium. Prost a câștigat trei din următoarele patru Mari Premii pentru Williams, Senna câștigând cealaltă cursă. Prost și Hill au marcat ulterior un 1–2 în Franța: singurul 1–2 al sezonului pentru Williams. Prost a câștigat următoarele două Mari Premii, la Silverstone și Hockenheim. Hill s-a dovedit competitiv mai ales în a doua jumătate a sezonului. Problemele mecanice l-au costat pe Hill să conducă în Marea Britanie și Germania, dar a continuat să câștige următoarele trei Mari Premii, în Ungaria, Belgia și Italia, ceea ce l-a mutat pe locul al doilea în clasament, oferindu-i, de asemenea, șansa de a lua titlul de piloți. După Italia, Williams nu a mai câștigat vreun Mare Premiu pentru restul sezonului, întrucât tânărul Michael Schumacher a câștigat următoarea cursă din Portugalia, iar Senna a luat victoriile din Japonia și Australia pentru a-l depăși pe Hill la puncte. Williams și-a păstrat titlul la constructori, cu 84 de puncte în fața lui McLaren. Prost a câștigat campionatul piloților în Portugalia și a încheiat sezonul cu 26 de puncte în fața lui Senna. 1993 a marcat ultimul sezon în care Williams a rulat cu Canon drept susținător principal.

#### Sezonul 1994
În timpul sezonului 1994, Williams a folosit FW16 (dezvoltat în presezon) și FW16B (cu sidepod-uri mai scurte și optimizate pentru reglementările revizuite ale podelei care au fost introduse în timpul sezonului). După ce Canon a părăsit echipa, Williams a semnat un contract cu compania de tutun Rothmans International pentru 1994, iar marca lor omonimă a devenit sponsorul său principal din 1994 până în 1997.
Spre deosebire de extrasezonul din 1992, Williams a reușit să semneze cu Ayrton Senna. Puterea de veto înscrisă în contractul lui Alain Prost precum că Senna nu poate concura la Williams alături de acesta a fost valabilă doar pentru sezonul 1993 și, astfel, Senna a fost liber să se alăture Williams pentru 1994. La scurt timp după ce Senna a semnat înțelegerea, Prost și-a anunțat retragerea din sporturile cu motor. Ca și în 1993, mașinile Williams au primit numerele 0 și 2, după victoria lui Prost în campionatul din 1993 și retragerea ulterioară. Hill a păstrat numărul 0, în timp ce mașina lui Senna a primit numărul 2.
Având în vedere că aceasta era aceeași echipă care câștigase precedentele două Campionate Mondiale cu mașini superioare, Senna era un favorit natural și prezumtiv pentru titlu, cu Damon Hill jucând rolul secundar. Prost, Senna și Hill câștigaseră toate cursele în 1993, cu excepția uneia, care a fost luată de Michael Schumacher de la Benetton. Testele de presezon au arătat că FW16 avea viteză, dar era dificil de condus. Fédération Internationale de l'Automobile (FIA) a interzis ajutoarele electronice la conducere, cum ar fi suspensia activă, controlul tracțiunii și ABS. În jurul acestor progrese tehnologice a fost construit șasiul Williams din anii precedenți. Senna însuși a făcut numeroase comentarii precum că Williams FW16 avea „ciudățenii care trebuiau rezolvate”. Era evident că FW16, după modificările regulamentului, nu a arătat nimic din superioritatea mașinilor FW15C și Williams FW14B care îl precedaseră. Surpriza testelor a fost Benetton-Ford, care avea un motor mai puțin puternic, dar mașina era mai agilă decât Williams.
Primele patru runde au fost câștigate de Michael Schumacher în Benetton-Ford. Senna a luat pole-ul în primele două curse, dar nu a reușit să termine niciuna dintre ele. În a treia cursă, Marele Premiu al statului San Marino din 1994 de la Imola, Senna a ocupat din nou pole position, dar a fost implicat într-un accident fatal la al doilea viraj după ce a parcurs șase tururi. Repercusiunile accidentului mortal al lui Senna au fost grave pentru echipa însăși, deoarece procurorii italieni au încercat să acuze echipa și pe Frank Williams de omor din culpă, episod care nu s-a încheiat până în 2005. La următoarea cursă din Monaco, Damon Hill a fost singurul Williams de pe grilă, ca semn de respect pentru Senna, și s-a retras în primul tur. De la moartea lui Senna, fiecare mașină Williams F1 a purtat un „S” Senna în onoarea sa și pentru a simboliza sprijinul constant al echipei pentru Institutul Ayrton Senna. Mașinile din 2022 încolo nu vor mai avea această inscripție, președintele Capito afirmând că era timpul să „trecem mai departe”.

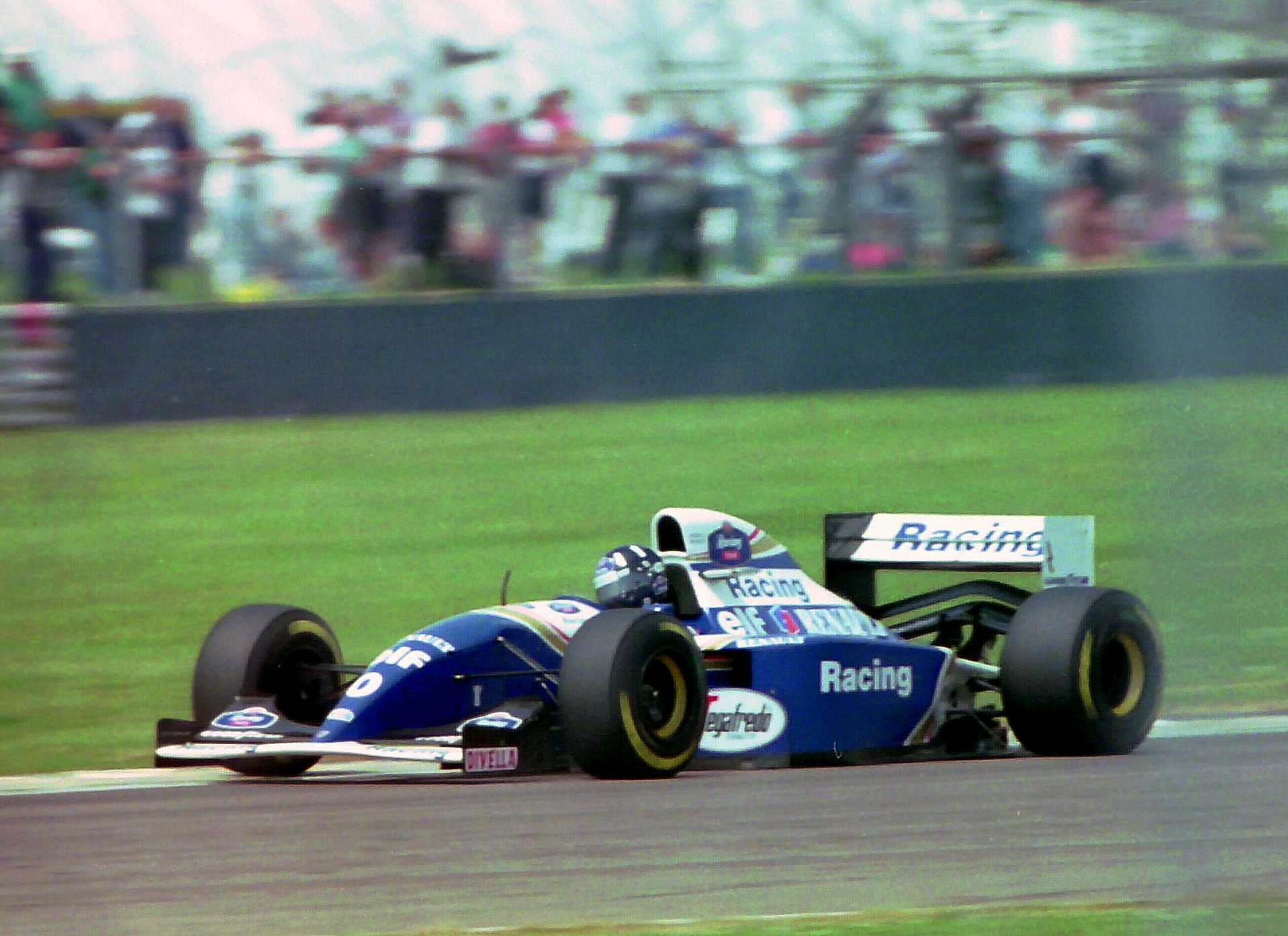
Damon Hill în din.

La următoarea cursă din Spania, Williams l-a adus pe pilotul de testare David Coulthard drept noul coechipier al lui Hill. Hill a obținut prima victorie a echipei din sezon, cu aproape jumătate de minut în fața lui Schumacher, în timp ce Coulthard s-a retras din cauza unei probleme electrice. La Montréal, ambele mașini Williams au terminat în puncte pentru prima dată în acel sezon, Hill terminând pe locul al doilea, iar Coulthard terminând pe locul cinci. În Franța, Nigel Mansell l-a înlocuit pe Coulthard (în prima dintre cele patru apariții), la comanda Renault. La Silverstone, Damon Hill a realizat ceea ce-i scăpase tatălui său, dublul campion mondial de Formula 1 Graham Hill, câștigând Marele Premiu al Marii Britanii. Hill a redus diferența de puncte față de Schumacher, care a fost descalificat de pe primul loc la Spa după ce comisarii de cursă au găsit nereguli la podeaua Benetton-ului său. A fost suspendat pentru următoarele două curse, iar Hill a valorificat acest lucru cu victorii în Italia și Portugalia. Cu trei curse rămase, campionul din 1992, Nigel Mansell, s-a întors în Formula 1 pentru a-l înlocui pe Coulthard pentru restul sezonului. Mansell a primit aproximativ 900.000 de lire sterline pe cursă, în timp ce Hill a fost plătit cu 300.000 de lire sterline pentru întregul sezon, deși Hill a rămas pilotul principal.
Schumacher a revenit după suspendare pentru Marele Premiu al Europei, pe care l-a câștigat, pentru a lua un avans de 5 puncte în penultima rundă din Japonia. Cursa din Japonia s-a desfășurat pe o ploaie torențială, Hill reușind să câștige cursa reluată, în fața lui Schumacher, care a terminat pe locul al doilea. Intrând în runda finală de la Adelaide, Schumacher îl conducea pe Hill cu un singur punct. Mansell a luat pole-ul pentru Williams, dar a avut un început slab, ceea ce i-a permis lui Hill și Schumacher să lupte pentru conducere și titlul din 1994. La jumătatea cursei, nevoia lui Schumacher de a avea o configurație cu forța aerodinamică scăzută l-a costat, deoarece a pierdut controlul și a atins peretele exterior la al 5-lea viraj. Pe măsură ce Schumacher și-a revenit, Hill a venit după colț și a încercat să-l depășească în virajul următor. Schumacher a virat și contactul rezultat (Schumacher în perete și Hill retras cu suspensie îndoită), a făcut ca Schumacher să fie campion. Această coliziune a fost una extrem de controversată. Unii, cum ar fi Patrick Head de la Williams, au sugerat că aceasta a fost o încercare deliberată a lui Schumacher de a-l scoate pe Hill din cursă. Alții, precum comentatorul BBC de atunci, Murray Walker, l-au apărat pe Schumacher, numind accidentul un „incident de cursă”. Între timp, Nigel Mansell a câștigat aici ultimul Mare Premiu al carierei sale, conducând a doua mașină Williams. Williams avea să încheie sezonul drept campioană la constructori pentru al treilea an consecutiv, obținând 118 puncte, în timp ce Hill a terminat pe locul al doilea în Campionatul Piloților cu 91 de puncte.

#### Sezonul 1995
Pentru sezonul 1995, Nigel Mansell nu a fost păstrat, Williams favorizându-l pe Coulthard pentru a fi coechipier cu Hill. Schumacher, a cărui echipă Benetton a schimbat furnizorul de motoare, de la Ford la Renault, în extrasezon, a câștigat prima rundă, în Brazilia, Coulthard fiind pe locul doi. Cu toate acestea, ambii au fost descalificați din cursă după ce s-a constatat că Elf a furnizat echipelor lor un tip de combustibil pentru care nu au fost furnizate probe către FIA. Astfel, Gerhard Berger și Ferrari au fost declarați câștigători. Schumacher și Coulthard și-au recăpătat pozițiile după apel, deși lui Benetton și Williams nu li s-au acordat puncte în Campionatul Constructorilor. Hill a câștigat următoarele două curse, în Argentina și San Marino, și mai târziu avea să câștige la Hungaroring și la Adelaide. Hill a câștigat cu două tururi înaintea grilei la Adelaide într-una dintre cele mai dominante victorii în F1. Coulthard a înregistrat singura sa victorie din 1995, la Estoril, înainte de a se muta la McLaren. Seria de campionate câștigate de Williams a fost încheiată de Benetton, care a devansat-o pe Williams cu 29 de puncte în Campionatul Constructorilor. Damon Hill s-a clasat pe locul al doilea în Campionatul Piloților, la 33 de puncte în spatele lui Michael Schumacher de la Benetton.

#### Sezoanele 1996-1997

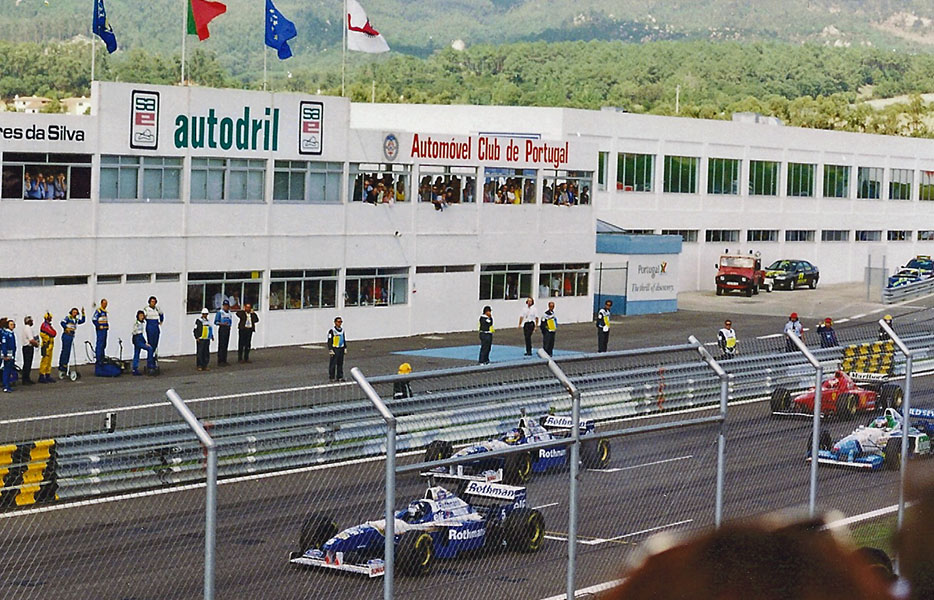
Mașinile Williams în prima linie pentru startul Marelui Premiu al Portugaliei din.

Pentru 1996, Williams a avut cea mai rapidă și mai fiabilă mașină, FW18. Coulthard a părăsit Williams pentru a se alătura lui Mika Häkkinen la McLaren, iar Williams l-a înlocuit cu canadianul Jacques Villeneuve, care câștigase titlul CART în 1995, în timp ce Hill a rămas cu echipa. Schumacher a părăsit Benetton pentru a se alătura Ferrari. Williams a câștigat primele cinci Mari Premii ale sezonului, patru prin Hill și unul prin Villeneuve. Olivier Panis avea să câștige în runda a șasea din Monaco, după ce ambele mașini Williams s-au retras. Hill s-a retras pentru a doua oară consecutiv, în Spania, în timp ce coechipierul său, Villeneuve, a ocupat locul trei. Hill și Villeneuve au dominat următorul Mare Premiu din Canada, cu un 1–2 în calificări și o clasare 1–2 în cursă. Williams a făcut un al doilea 1–2 după ce Hill a câștigat Marele Premiu al Franței. Villeneuve a câștigat a doua sa cursă în F1 la Silverstone, după ce Hill s-a retras în turul 26. Hill a câștigat următorul Grand Prix din Germania, în timp ce Villeneuve a câștigat în Ungaria. Ferrari-ul lui Schumacher va lua apoi următoarele două Mari Premii de la Spa-Francorchamps și Monza. Dominanța lui Williams a fost de așa natură încât au câștigat Campionatul Constructorilor și doar piloții lor aveau șanse matematice de a lua titlul la piloți, cu câteva curse înainte de încheierea sezonului. În acea perioadă, Frank Williams a anunțat că Hill nu va fi resemnat după expirarea contractului său, în ciuda eventualului său titlu, așa că s-a alăturat Arrows pentru 1997. Adrian Newey avea ambiții ca director tehnic (mai degrabă decât doar proiectant șef), dar acest lucru nu a fost posibil la Williams, deoarece Patrick Head a fost fondatorul și acționar al echipei. McLaren l-a semnat pe Newey, deși a fost forțat să ia o pauză pentru cea mai mare parte a anului 1997.

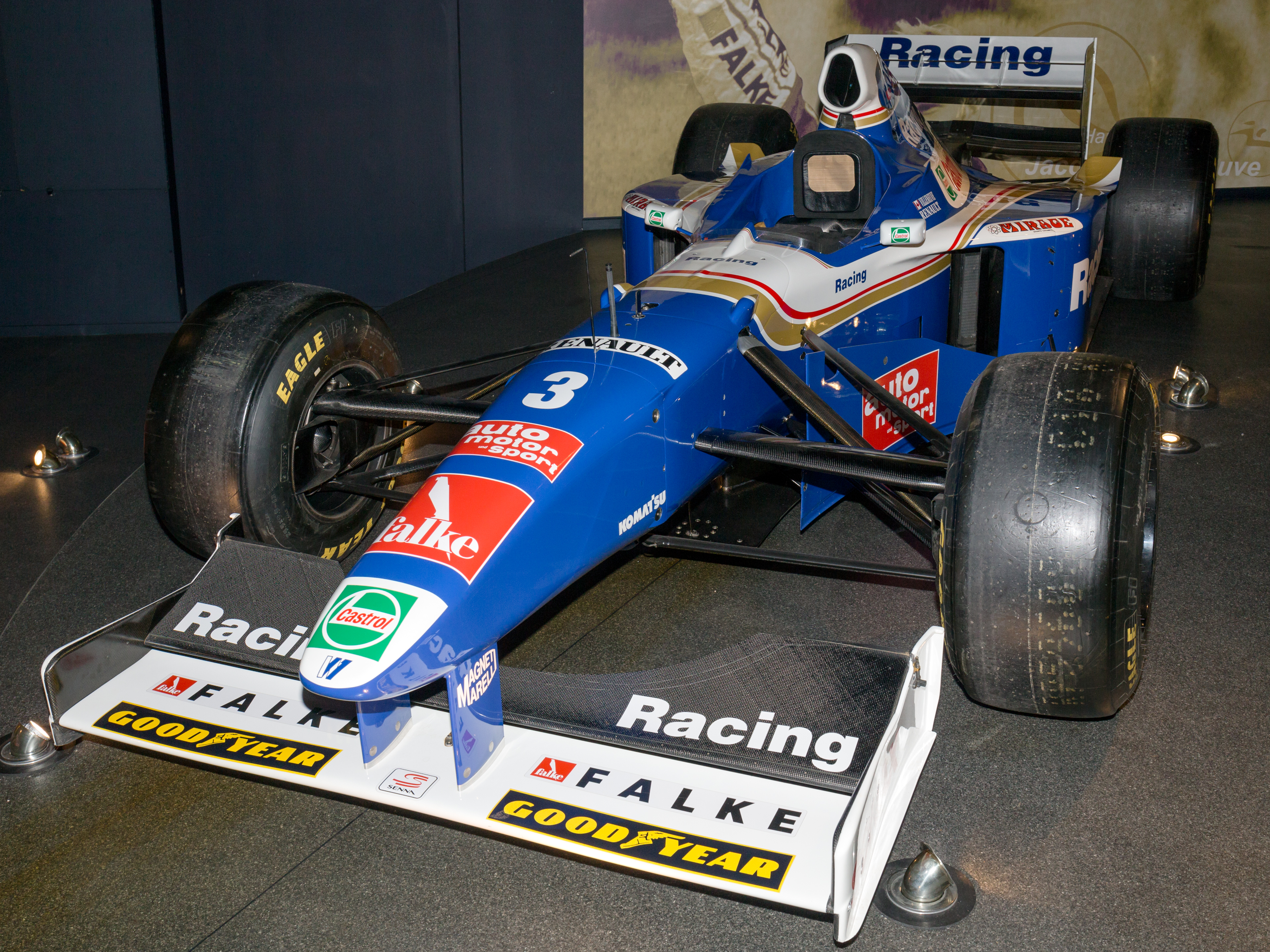
Monopostul FW19 din, ultima mașină cu care Williams a câștigat Campionatul Piloților și cel al Constructorilor.

Pentru ceea ce ar fi ultimul sezon al Williams-Renault și o mașină proiectată cu contribuția lui Newey, Frank Williams l-a adus pe germanul Heinz-Harald Frentzen, care a creat o impresie bună pentru Williams în primele sale sezoane în Formula 1. Frentzen s-a dovedit totuși a fi o dezamăgire și a câștigat doar o cursă în doi ani cu Williams, Marele Premiu al statului San Marino din 1997. Jacques Villeneuve a câștigat șapte curse în 1997, în comparație cu cele cinci victorii ale principalului său rival, Michael Schumacher de la Ferrari. Williams a atins, de asemenea, borna de 100 de victorii la Marele Premiu al Marii Britanii. Venind în runda finală a sezonului, la Jerez, Schumacher îl conducea pe Villeneuve cu un punct în campionatul piloților; cu toate acestea, în turul 48, Schumacher și Villeneuve s-au ciocnit. Schumacher a fost descalificat de pe locul doi în campionat, deoarece accidentul a fost considerat de FIA ca fiind „evitabil”. Williams a câștigat titlul la constructori pentru a doua oară consecutiv, înscriind 123 de puncte. Jacques Villeneuve a câștigat campionatul piloților cu trei puncte în fața lui Michael Schumacher, care și-a păstrat totalul de puncte în ciuda faptului că a fost exclus de pe locul doi; astfel, locul secund a mers la Frentzen cu 42 de puncte.

### 1998-1999: Motoare Mecachrome și Supertec
După 1997, echipa nu a putut să-și mențină dominația în Formula 1, deoarece Renault și-a încheiat implicarea în Formula 1, iar Adrian Newey s-a mutat la echipa rivală, McLaren. Williams a trebuit apoi să plătească pentru motoarele Mecachrome, care erau motoare Renault vechi, redenumite. Acest lucru însemna că FW20 nu numai că avea un pachet aerodinamic foarte asemănător cu mașina lor din 1997, ci și practic același motor, ceea ce i-a determinat pe unii să comenteze că Williams avea practic aceeași mașină, ajustată pentru reglementările din 1998. Au existat schimbări în ceea ce privește sponsorizarea, deoarece Rothmans au optat pentru a-și promova brandul Winfield, înlocuind popularul model albastru și alb cu unul roșu. Pentru 1998, Williams i-a păstrat pe ambii piloți din sezonul precedent, pentru prima dată din 1983 când un campion mondial în titlu a rămas la echipă. În timp ce Ferrari și McLaren se luptau pentru titlurile la Constructori și Piloți, Williams a căzut la mijlocul terenului. Echipa nu a câștigat curse și a urcat doar pe 3 podiumuri în timpul sezonului, Frentzen terminând pe locul trei în prima rundă în Australia și Villeneuve terminând pe locul trei în Germania și Ungaria. Williams a terminat pe locul al treilea în Campionatul Constructorilor, înscriind 38 de puncte, în timp ce Villeneuve a terminat pe locul cinci în Campionatul Piloților cu 21 de puncte, iar coechipierul său german, Frentzen, a terminat cu 4 puncte în spatele lui pe locul șapte.

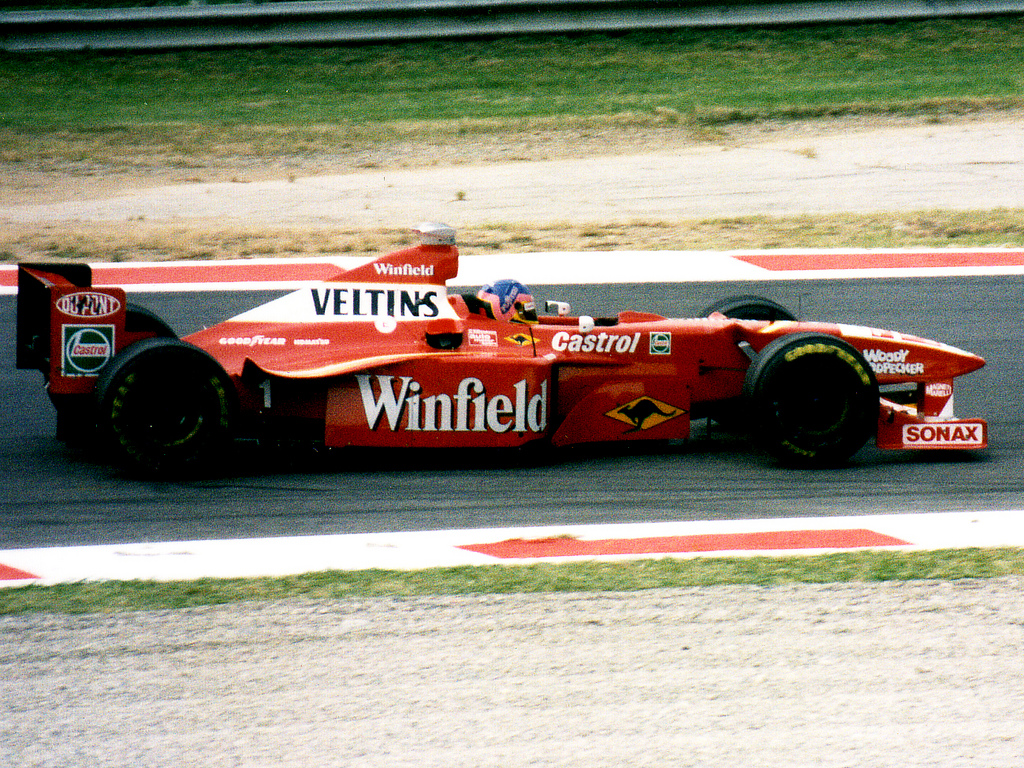
Williams a trecut la o schemă de culori roșie în și.

În 1999, Williams a folosit motorul Supertec, care era o unitate Mecachrome-Renault redenumită și o nouă linie de piloți. Villeneuve s-a mutat în noua echipă British American Racing (BAR), în timp ce Frentzen a făcut schimb de locuri cu Ralf Schumacher de la Jordan. Pentru a-l înlocui pe Villeneuve, Williams l-a semnat pe italianul Alex Zanardi, care, după o carieră nereușită în F1 la începutul anilor 1990, a concurat în seria CART, câștigând două campionate și un total de cincisprezece curse în cei trei ani ai săi. Echipa a reușit trei podiumuri, toate marcate de Ralf Schumacher: locul trei în Australia și Marea Britanie și un loc al doilea în Italia. Zanardi, între timp, a avut dificultăți pe tot parcursul sezonului și nu a reușit să termine în puncte la nicio cursă. Datorită în mare parte acestui fapt, echipa a terminat pe locul cinci în Campionatul Constructorilor, cea mai joasă clasare pentru Williams în anii 1990; echipa a terminat în spatele lui Stwerat și Jordan, cu Schumacher înscriind toate cele 35 de puncte ale echipei. După sezon, hotărând că parteneriatul nu funcționează, contractul lui Zanardi cu echipa a fost reziliat de comun acord. În cele din urmă, s-a întors în CART în 2001.

### 2000-2005: BMW WilliamsF1 Team
În 1998, echipa a semnat un acord pe termen lung cu producătorul german BMW pentru a furniza motoare și expertiză pe o perioadă de 6 ani. Ca parte a acordului, BMW se aștepta ca cel puțin un pilot să fie german, ceea ce a dus la aducerea lui Ralf Schumacher pentru sezonul următor. În 1999, echipa a testat pe circuite o mașină Williams cu motor BMW, în pregătirea debutului în sezonul 2000. BMW a plătit pentru ca mașinile Williams să fie în întregime în albastru și alb – spre deosebire de schema standard de culori pentru sporturile cu motor, dominată de culorile echipei sau ale sponsorilor majori cu siglele sponsorilor minori în propriile lor scheme de culori.

#### Sezoanele 2000-2001

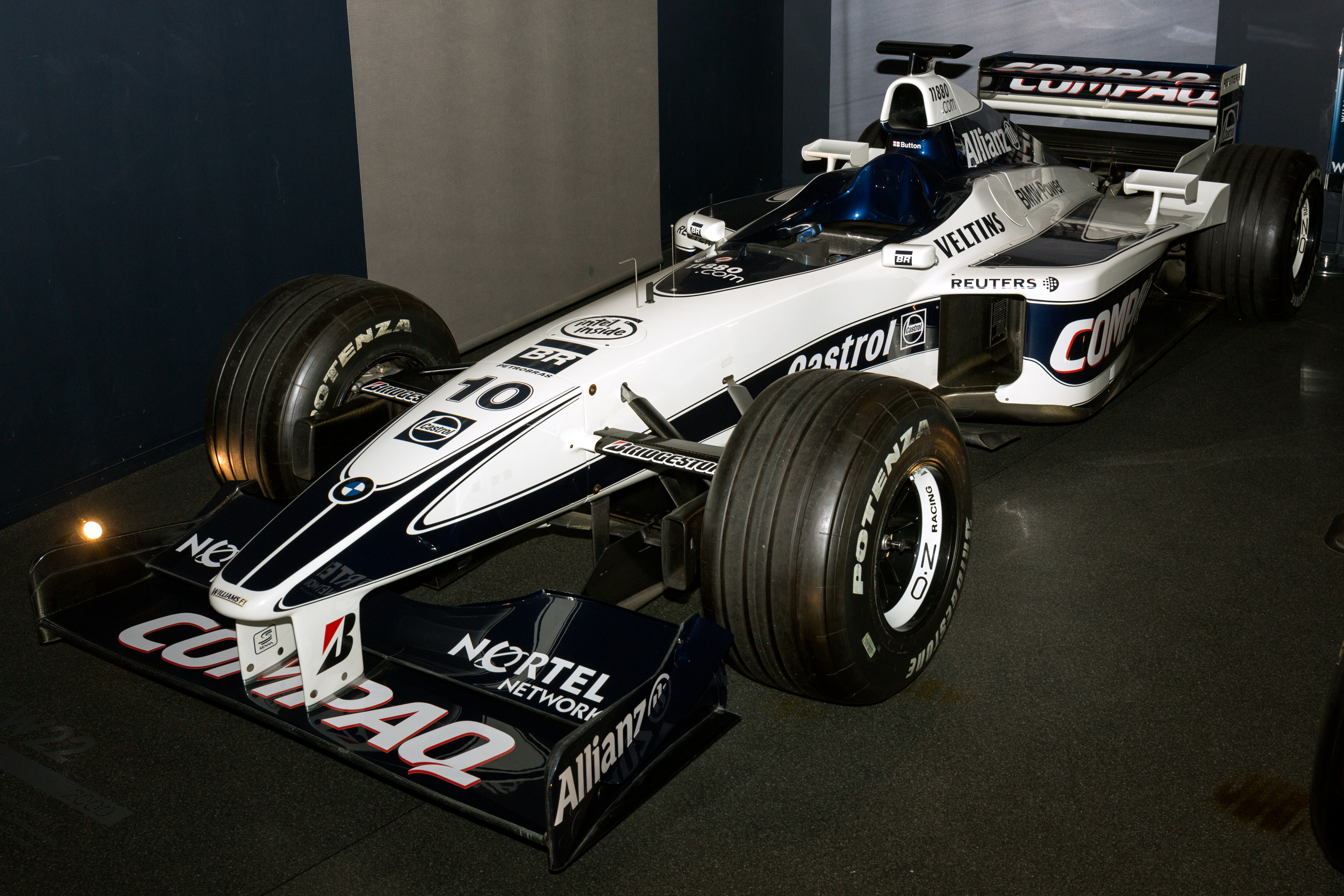
Williams a început parteneriatul de șase ani cu BMW în.

Pentru a-l înlocui pe Zanardi, britanicul Jenson Button și-a făcut debutul în F1 în 2000. Primul sezon al parteneriatului lui Williams cu BMW nu a oferit nicio victorie, dar au reușit să urce pe podium de trei ori, cu Schumacher responsabil pentru toate trei. Williams a terminat pe locul al treilea în Campionatul Constructorilor, cu 36 de puncte, cu unul mai mult decât anul precedent. Schumacher a terminat pe locul cinci în Campionatul piloților, în timp ce Button, în sezonul său de debut, a terminat pe locul opt. Button a făcut greșeli neplăcute la primele curse (Monaco, Europa), dar în general a avut un debut impresionant la Melbourne și a continuat evoluția bună, în special la Silverstone, Spa și Suzuka.
În 2001, aranjamentul dintre Williams și Ganassi a luat sfârșit și astfel Williams a reușit să-l aducă înapoi pe Juan Pablo Montoya să conducă pentru echipă. Odată cu această mutare, Jenson Button s-a mutat la Benetton, care încă mai rula motoare Renault vechi, pentru ceea ce a fost ultimul sezon al echipei sub acest nume. Monopostul FW23 a câștigat patru curse, trei prin Ralf Schumacher la Imola, Montreal, și Marele Premiu de acasă din Germania. Coechipierul său, Montoya, a câștigat la Monza și ar fi mai câștigat câteva curse dacă nu ar fi fost lipsa de fiabilitate a lui FW23 și gafele echipajului de la boxe. Mașina s-a dovedit a fi mai rapidă decât Ferrari și McLaren în multe curse, dar Williams s-a mulțumit doar cu locul trei în Campionatul Constructorilor din 2001.

#### Sezoanele 2002-2003
Williams și-a menținut linia de piloți pentru sezonul 2002. Echipa a câștigat o singură cursă, cea din Malaezia, una dintre cele două curse necâștigate de Ferrari într-un an dominat de echipa italiană. În ciuda faptului că Montoya a obținut pole-position pentru 7 curse, el nu a obținut nicio victorie în sezon. Williams și-a îmbunătățit poziția în Campionatul Constructorilor, terminând pe locul doi. Montoya a terminat pe locul al treilea în Campionatul piloților, cu opt puncte în fața lui Ralf Schumacher, care a terminat pe locul patru. În calificările pentru Marele Premiu al Italiei pe circuitul de la Monza de 5,793 km, Montoya a parcurs un tur în 1:20,264 pentru o viteză medie de 259,827 km/h, doborând recordul de viteză de 259,005 km/h stabilit de Keke Rosberg într-un Williams FW10 turbo Honda la Silverstone pentru Marele Premiu al Marii Britanii din 1985.

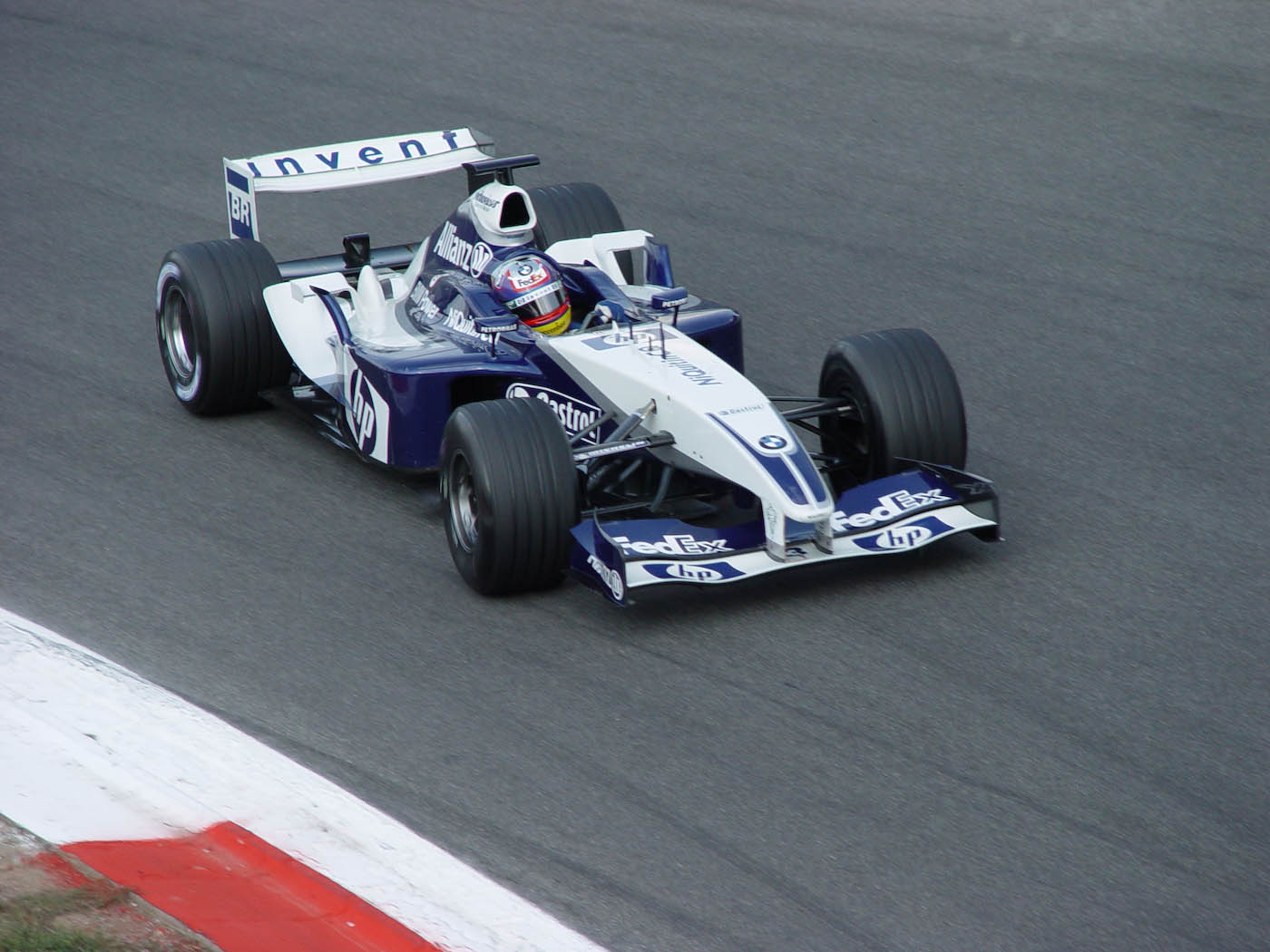
Sezonul a fost cel mai bun pentru parteneriatul Williams-BMW, echipa obținând patru victorii și clasându-se pe locul 2 în Campionatul Constructorilor.

În 2003, Williams avea să fie cel mai aproape de câștigarea primului său titlu din 1997 încoace. În timpul presezonului, Frank Williams era foarte încrezător că FW25 se va lupta pentru titlu. Echipa a obținut patru victorii în tot sezonul, Montoya câștigând la Monaco și Germania, în timp ce Ralf Schumacher a câștigat la Nürburgring și următoarea cursă la Magny-Cours. Montoya a rămas în luptă pentru Campionatul Piloților în timpul sezonului și a terminat pe locul al treilea, la 11 puncte în spatele lui Michael Schumacher, în timp ce Ralf Schumacher a terminat pe locul cinci, la 24 de puncte în spatele lui Montoya. Williams a terminat pe locul al doilea în Campionatul Constructorilor, cu două puncte înaintea lui McLaren.

#### Sezoanele 2004-2005

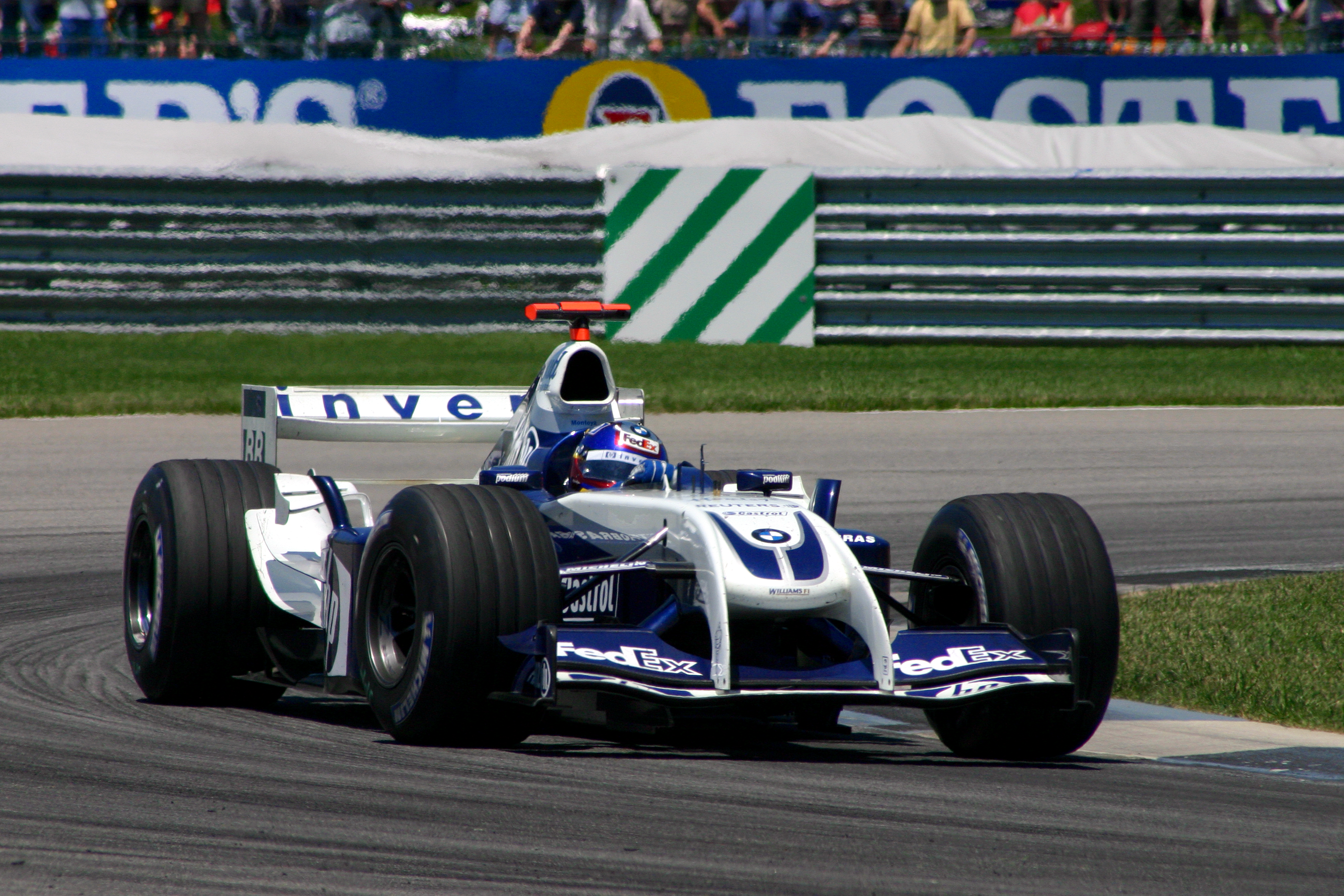
Juan Pablo Montoya în Williams FW26 din ce a folosit designul „Walrus-Nose”.

La începutul sezonului 2004, s-a anunțat că Montoya se va muta la McLaren în 2005. Echipa a început sezonul cu un design radical, cunoscut sub numele de „Walrus-Nose”, care s-a dovedit a fi necompetitiv și a fost înlocuit de o configurație mai convențională în Ungaria. Ferrari a dominat pentru al treilea sezon consecutiv, câștigând 15 din cele 18 curse ale anului. Williams a obținut o victorie la cursa finală din Brazilia, Juan Pablo Montoya terminând cu o secundă înaintea lui Kimi Räikkönen de la McLaren; aceasta a rămas ultima victorie a lui Williams în F1 până la Marele Premiu al Spaniei din 2012. Un alt eveniment neplăcut al sezonului a fost atunci când atât Williams, cât și Toyota au fost descalificate de la Marele Premiu al Canadei, după ce s-a descoperit că cele patru mașini aveau nereguli la frânare, conductele de frână fiind aparent neconforme cu reglementările. Williams a terminat sezonul pe locul patru, a obținut 88 de puncte și a terminat pe podium de șase ori, în timp ce Montoya a fost cel mai bine clasat pilot Williams în acel an, obținând 58 de puncte pentru a termina pe poziția a cincea.
Pentru sezonul 2005, Schumacher s-a mutat la Toyota, în timp ce Montoya s-a mutat la McLaren. Ei au fost înlocuiți de australianul Mark Webber și germanul Nick Heidfeld. Jenson Button urma să conducă pentru Williams în 2005, dar o hotărâre FIA l-a forțat pe Button să rămână cu echipa sa actuală, BAR. Antônio Pizzonia a servit ca pilot de testare pentru echipă în 2005. Între timp, Button a semnat un contract pentru a conduce pentru Williams în 2006.

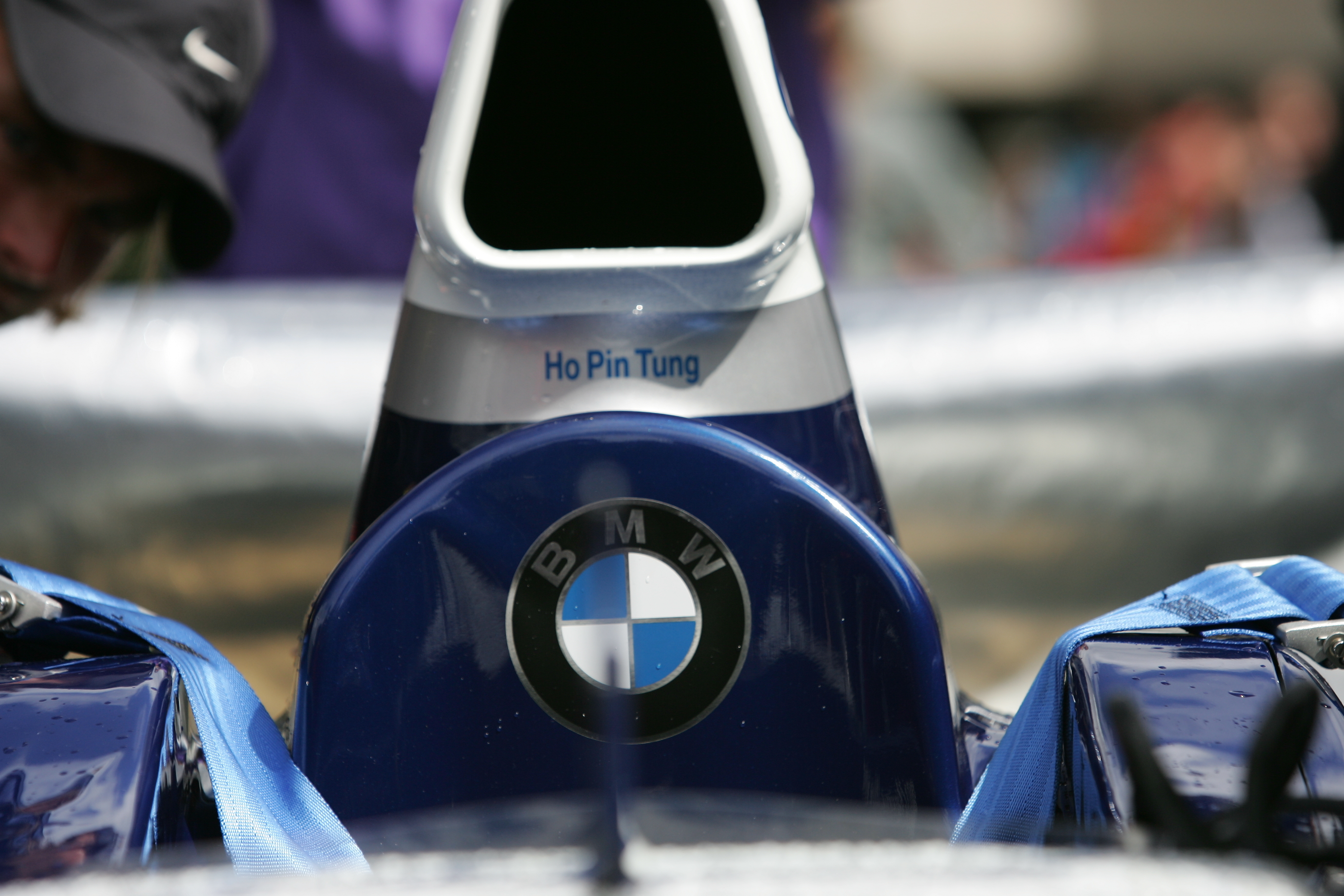
Williams a încheiat colaborarea cu BMW la sfârșitul sezonului.

Pe parcursul sezoanelor de F1 din 2004 și 2005, BMW Motorsport și directorul Mario Theissen au criticat public din ce în ce mai mult incapacitatea echipei Williams F1 de a crea un pachet capabil să câștige Campionatul Constructorilor sau chiar să obțină mai multe victorii într-un sezon. Williams, pe de altă parte, a dat vina pe BMW pentru că nu a produs un motor suficient de bun. În ciuda deciziei rare a lui Frank Williams de a capitula în fața cerințelor comerciale, angajându-l pe pilotul german Nick Heidfeld, care se presupune că acesta l-ar fi preferat pe Antônio Pizzonia, conflictul dintre Williams și BMW a continuat și în sezonul 2005. În ciuda contractului BMW cu Williams pentru furnizarea de motoare până în 2009, această deteriorare publică a relației dintre Williams și BMW a fost un factor în decizia BMW Motorsport de a cumpăra Sauber și de-a o transforma în echipa de uzină BMW.

### 2006-2013: Era V8

#### Sezonul 2006 (Motoare Cosworth)

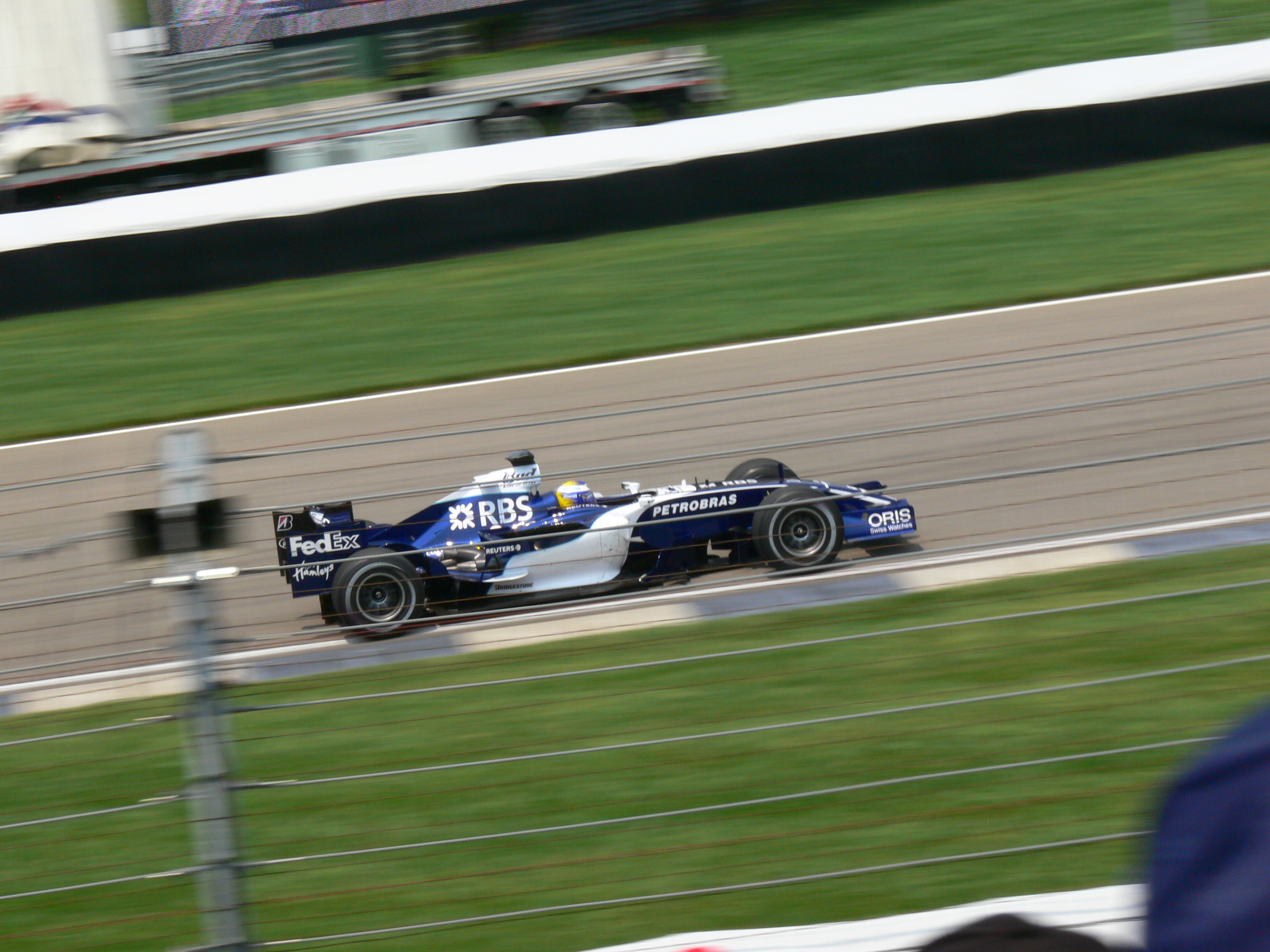
Nico Rosberg în din.

Williams a optat pentru motoarele Cosworth V8 pentru 2006, care l-a văzut pe germanul Nick Heidfeld înlocuit de Nico Rosberg, în timp ce Mark Webber a rămas cu echipa. În ciuda faptului că a semnat un contract pentru a concura pentru Williams, Jenson Button a decis să rămână la BAR pentru 2006, deoarece aceasta urma să devină o echipă de fabrică Honda. Echipa Williams a trecut, de asemenea, la anvelopele Bridgestone. Sezonul a început bine, ambii piloți obținând puncte în cursa de deschidere a sezonului, iar Nico Rosberg stabilind cel mai rapid tur la Marele Premiu al Bahrainului. Restul sezonului a fost dezamăgitor pentru Williams, cu 20 de retrageri din 36 de starturi pentru cele două mașini. Echipa nu a reușit să termine pe podium în tot sezonul, prima dată când s-a întâmplat acest lucru de la sezonul de debut al lui Williams în 1977. Echipa a terminat în cele din urmă pe locul opt în Campionatul Constructorilor, cu doar 11 puncte.

#### Sezoanele 2007-2009 (Motoare Toyota)

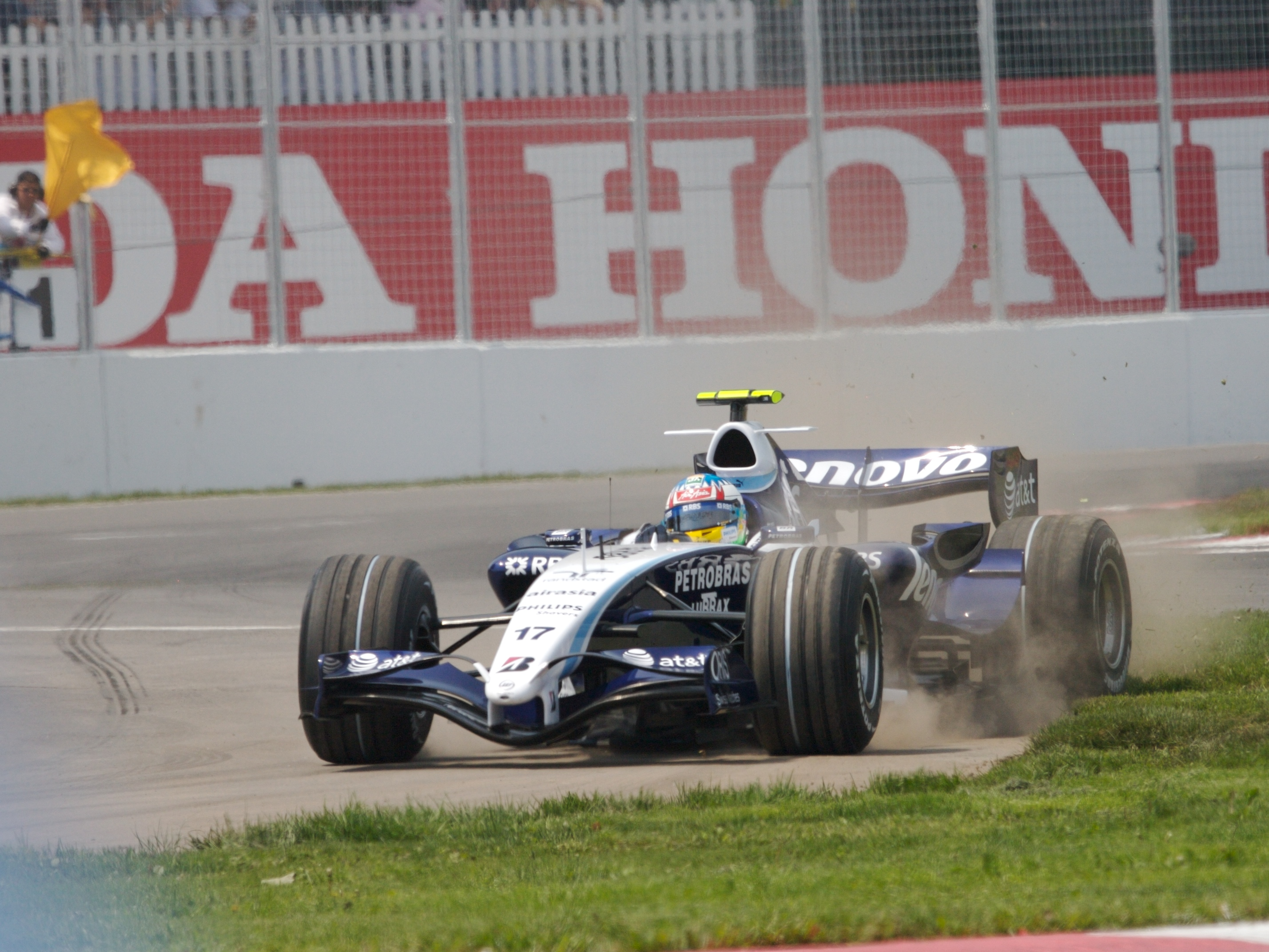
Alexander Wurz a obținut singurul podium al echipei din sezonul la.

În urma celui mai slab sezon al lui Williams din 1978 încoace, echipa a anunțat că producătorul japonez Toyota va furniza motoarele pentru sezonul 2007. Alexander Wurz, care a fost pilot de testare la Williams din 2006, a devenit al doilea pilot de curse al echipei în locul lui Mark Webber. Rosberg și Wurz i-au oferit lui Williams un sezon mai productiv din punct de vedere al punctelor și, la Montreal, Wurz a obținut primul podium al echipei de la locul doi al lui Nick Heidfeld la Marele Premiu al Europei din 2005. Pe parcursul anului, Rosberg a acumulat constant puncte, înregistrând 20 în timpul sezonului; în comparație, coechipierul Wurz a terminat de trei ori în puncte. După anunțul că Wurz se va retrage din sport, Williams l-a adus pe tânărul lor pilot de testare Kazuki Nakajima pentru a conduce a doua mașină în cursa finală din Brazilia. Pilotul japonez a terminat pe locul zece, în ciuda faptului că a pornit din partea din spate a grilei, în timp ce Rosberg s-a bucurat de cea mai bună cursă a sezonului, terminând pe locul patru. Williams a terminat pe locul patru în Campionatul Constructorilor în acel an.
Pentru sezonul 2008, Williams i-a confirmat pe Nico Rosberg și Kazuki Nakajima ca piloți de curse. În timpul sesiunilor de teste de iarnă, echipa a rulat șase scheme de culori diferite pentru a sărbători cel de-al 30-lea an în acest sport și cel de-al 500-lea Mare Premiu. Sezonul a fost un amestec de succes și dezamăgire pentru Williams. În timp ce Rosberg a reușit să obțină 2 podiumuri în Australia și Singapore, echipa a avut dificultăți pe circuitele cu viraje de mare viteză. Faptul că echipa a fost una dintre primele care a trecut la dezvoltarea mașinii din 2009 (când au apărut noi reglementări), acest lucru i-a compromis sezonul, iar Williams a terminat pe dezamăgitorul loc 8 în Clasamentul Constructorilor. Rosberg a declarat că, dacă echipa nu va fi mai competitivă în viitorul apropiat, va căuta să conducă în altă parte.

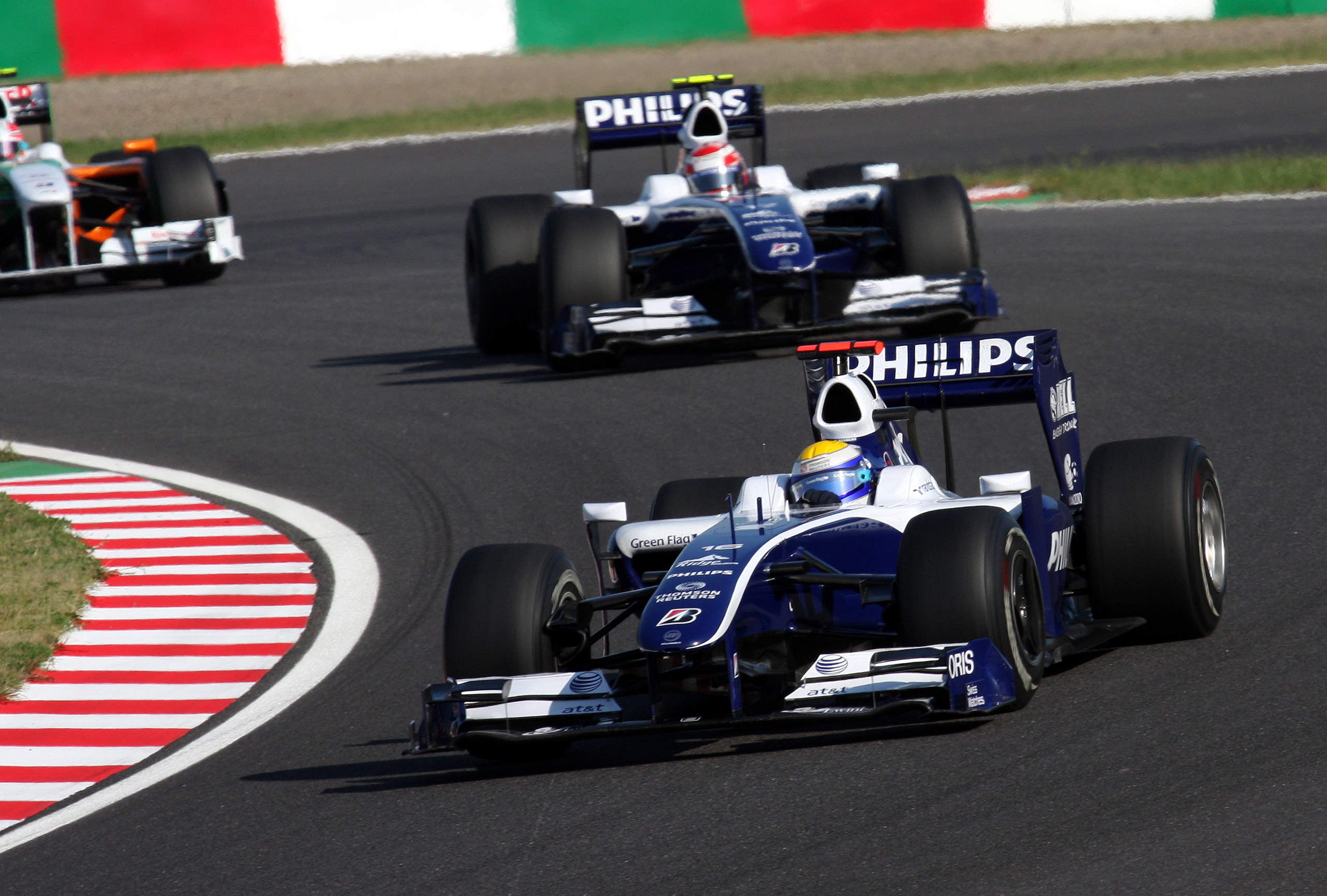
Nico Rosberg urmărit de Kazuki Nakajima în din.

Williams i-a păstrat pe aceiași Rosberg și Nakajima pentru sezonul 2009. Frank Williams a recunoscut că regretase despărțirea de BMW, dar a declarat că Toyota avea o capacitate extraordinară de a deveni un furnizor de motoare de top. Speculațiile înconjurau viitorul Toyota pe grila de Formula 1. Acest lucru s-a datorat faptului că, pentru o echipă cu buget mare, Toyota reușise doar locul doi ca cel mai bun rezultat al lor. În decembrie 2008, Williams și-a confirmat angajamentul față de F1 în urma anunțului de retragere a Honda. Înainte de Marele Premiu al Braziliei din 2009, Williams a anunțat că își va încheia parteneriatul de trei ani cu Toyota și că își va găsi un nou furnizor de motoare pentru 2010.

#### Sezoanele 2010-2011 (Revenirea la Cosworth)

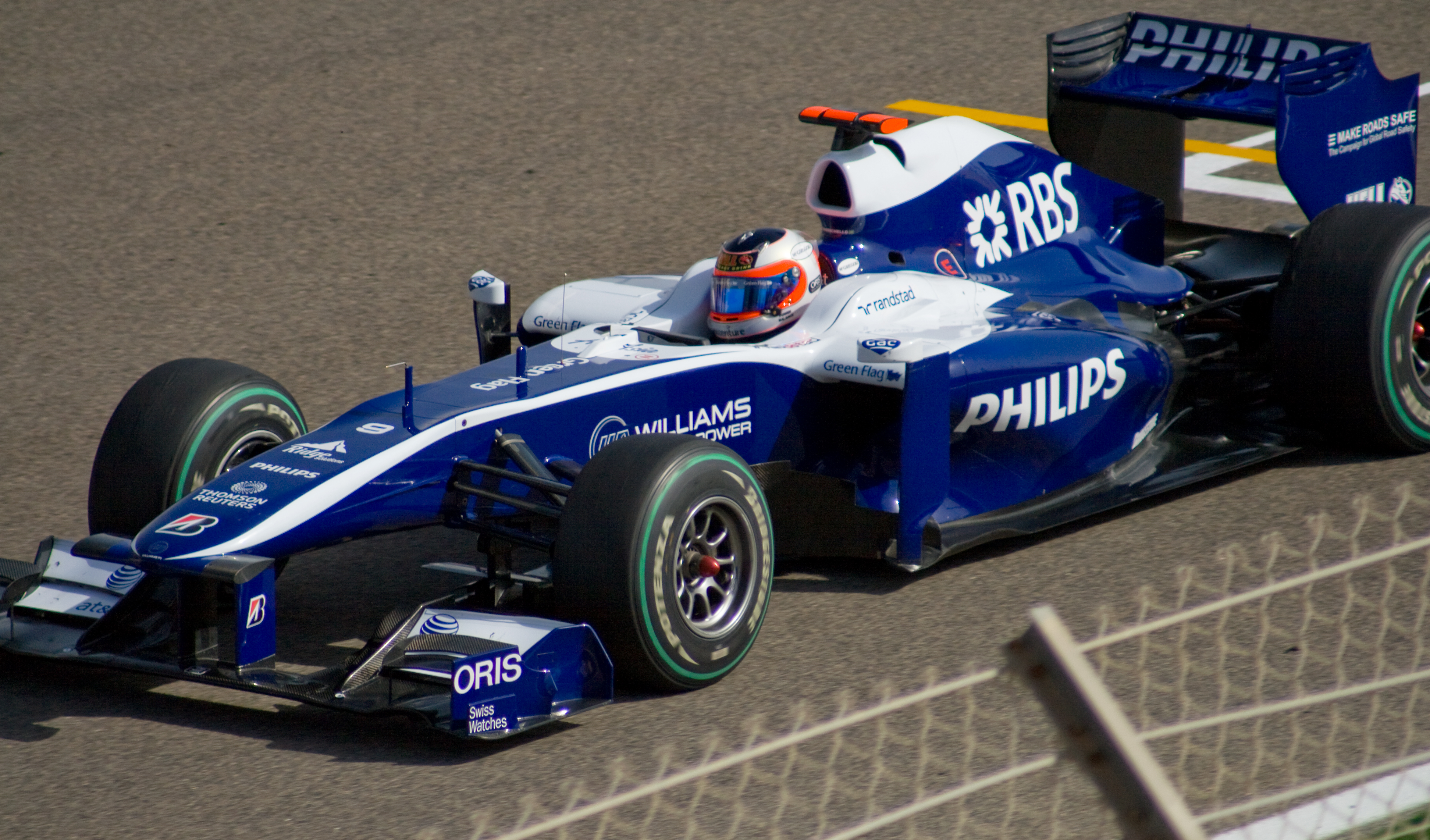
Williams l-a adus pe experimentatul Rubens Barrichello la echipă pentru sezonul din.

După rezilierea contractului cu Toyota, Williams a anunțat că începând cu sezonul 2010 va intra într-un „parteneriat pe termen lung” cu Cosworth și va folosi o versiune actualizată a motorului CA V8 care le-a propulsat mașinile în 2006. Williams a anunțat, de asemenea, o schimbare completă a liniei de piloți pentru sezonul 2010. Rubens Barrichello s-a alăturat echipei, el venind de la  campioana mondială din 2009, Brawn GP, în timp ce campionul GP2, Nico Hülkenberg, a luat al doilea loc de curse. Finlandezul Valtteri Bottas a preluat rolul de pilot de teste. Hülkenberg a luat primul pole position al echipei în peste cinci ani, în condiții variabile, la Marele Premiu al Braziliei. Hülkenberg a fost scos din echipă înainte de sezonul 2011 și înlocuit cu debutantul și campionul în exercițiu din seria GP2, Pastor Maldonado. Combinația dintre Barrichello și Maldonado a însemnat că 2011 va fi pentru prima dată din 1981 când Williams va începe un sezon fără un pilot european în formația lor.
La al doilea test de presezon de la Jerez, Barrichello a înregistrat cel mai rapid timp al săptămânii în ultima zi. Acest lucru a fost în zadar, deoarece Williams a îndurat unul dintre cele mai proaste sezoane de până la acea vreme: două locuri nouă pentru Barrichello și un loc zece pentru Maldonado au fost cele mai bune rezultate ale lor pe parcursul întregului an. După Brazilia, echipa s-a clasat pe locul nouă în Campionatul Constructorilor.

#### Sezoanele 2012-2013 (Motoare Renault)

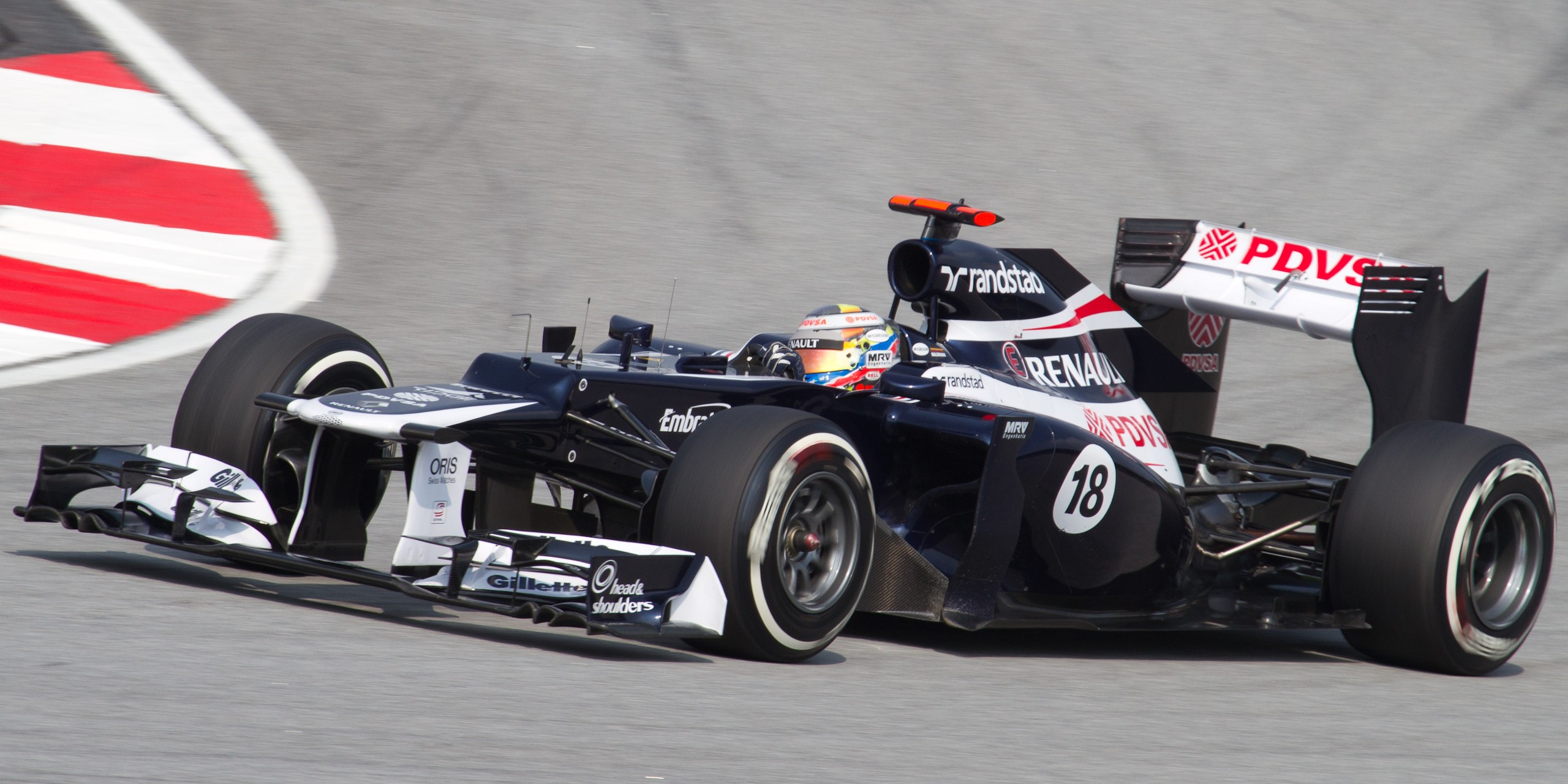
Pastor Maldonado este și în prezent ultimul câștigător de cursă pentru Williams după victoria obținută în din.

Pe 4 iulie 2011, Williams a anunțat că se va reuni cu furnizorul de motoare Renault, care urma să furnizeze motoare echipei începând cu 2012. La 1 decembrie 2011, a fost confirmat că Maldonado va fi păstrat pentru sezonul 2012, împreună cu pilotul de rezervă Valtteri Bottas, care a participat la 15 antrenamente de vineri. În ianuarie 2012, s-a confirmat că Bruno Senna va fi coechipierul lui Maldonado, punând efectiv capăt carierei lui Rubens Barrichello în F1. La Marele Premiu al Spaniei din 2012, Pastor Maldonado a obținut singura sa victorie din F1, care a fost și prima victorie în a lui Williams de la Marele Premiu al Braziliei din 2004 încoace. La aproximativ 90 de minute de la celebrarea acestei victorii, un incendiu a izbucnit în garajul echipei Williams, avariind FW34 al lui Bruno Senna și lăsând mai mulți răniți. Echipa a obținut în cele din urmă poziția a opta în Campionatul Mondial al Constructorilor de Formula 1.

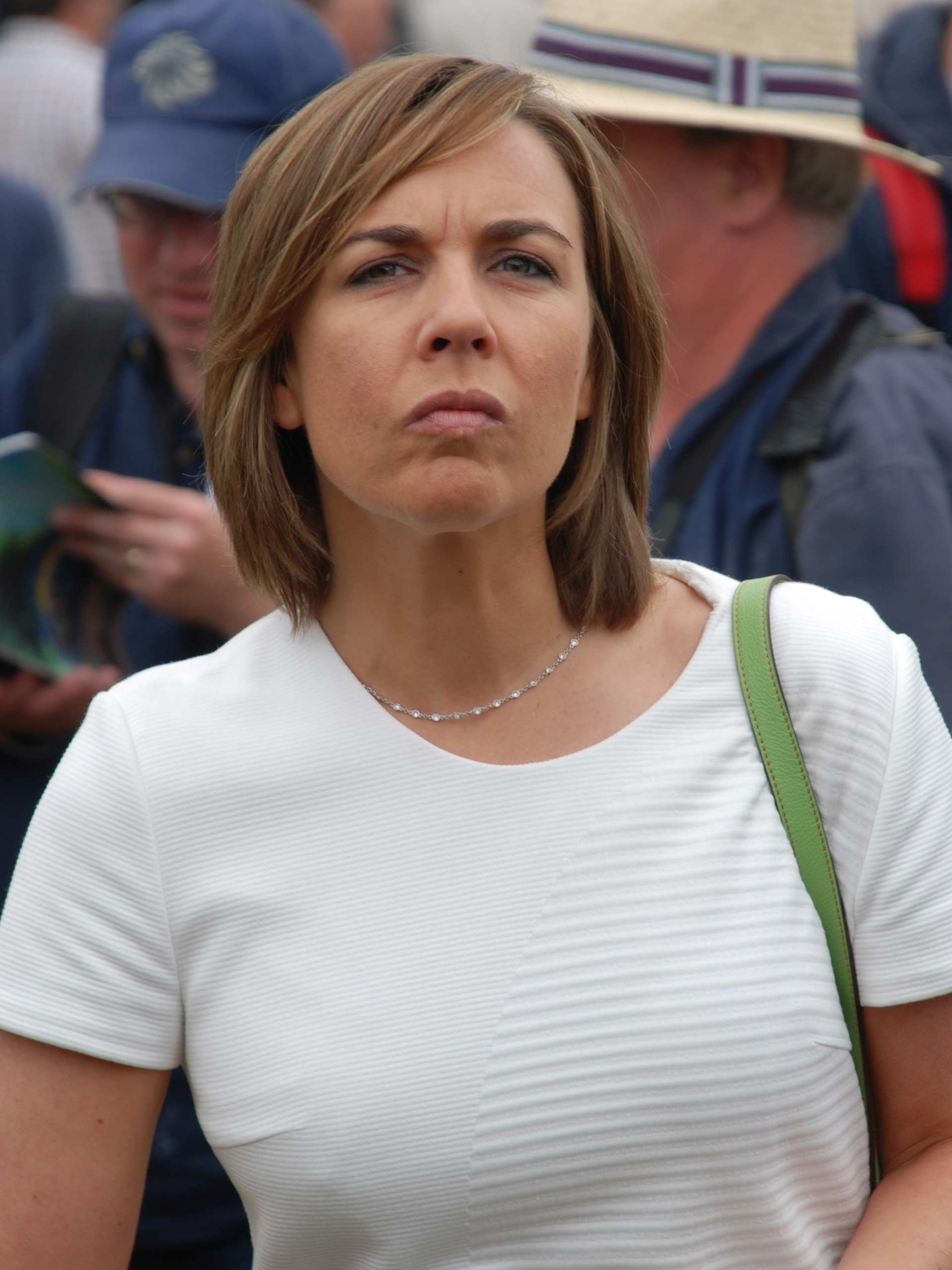
Claire Williams a preluat conducerea echipei de la tatăl ei în martie 2013.

Claire Williams, fiica directorului echipei, Frank Williams, a fost numită director adjunct în martie 2013. Maldonado a fost păstrat de echipă pentru 2013, iar Bottas a fost promovat din rolul său de pilot de testare. Echipa a avut dificultăți pe tot parcursul sezonului, în ciuda unei bune sesiuni de calificări la Marele Premiu al Canadei și a unui loc în top 10 la Marele Premiu al Statelor Unite, înscriind doar cinci puncte în Campionatul Mondial al Constructorilor. În timp ce Williams s-a bucurat de o victorie în sezonul 2012 și de finalizări ocazionale de puncte, ei nu au atins aceleași înălțimi din timpul dominației lor din anii 1990. Acest lucru, combinat cu un sezon 2013 absolut sumbru, a determinat-o pe Williams să caute un nou furnizor de motoare începând cu sezonul 2014.

### 2014-prezent: Parteneriatul cu Mercedes

#### Sezoanele 2014-2016 (Williams revine în frunte)
În mai 2013, Williams a semnat un contract pe termen lung cu Mercedes-Benz, producătorul german furnizând motoare V6 turbo de 1,6 litri echipei începând cu sezonul 2014. Bottas a fost păstrat ca pilot de curse pentru 2014, iar Felipe Massa a fost adus de la Ferrari pentru a-l înlocui pe Maldonado. Echipa a dezvăluit, de asemenea, un nou contract de sponsorizare pe mai mulți ani cu marca de băuturi Martini.

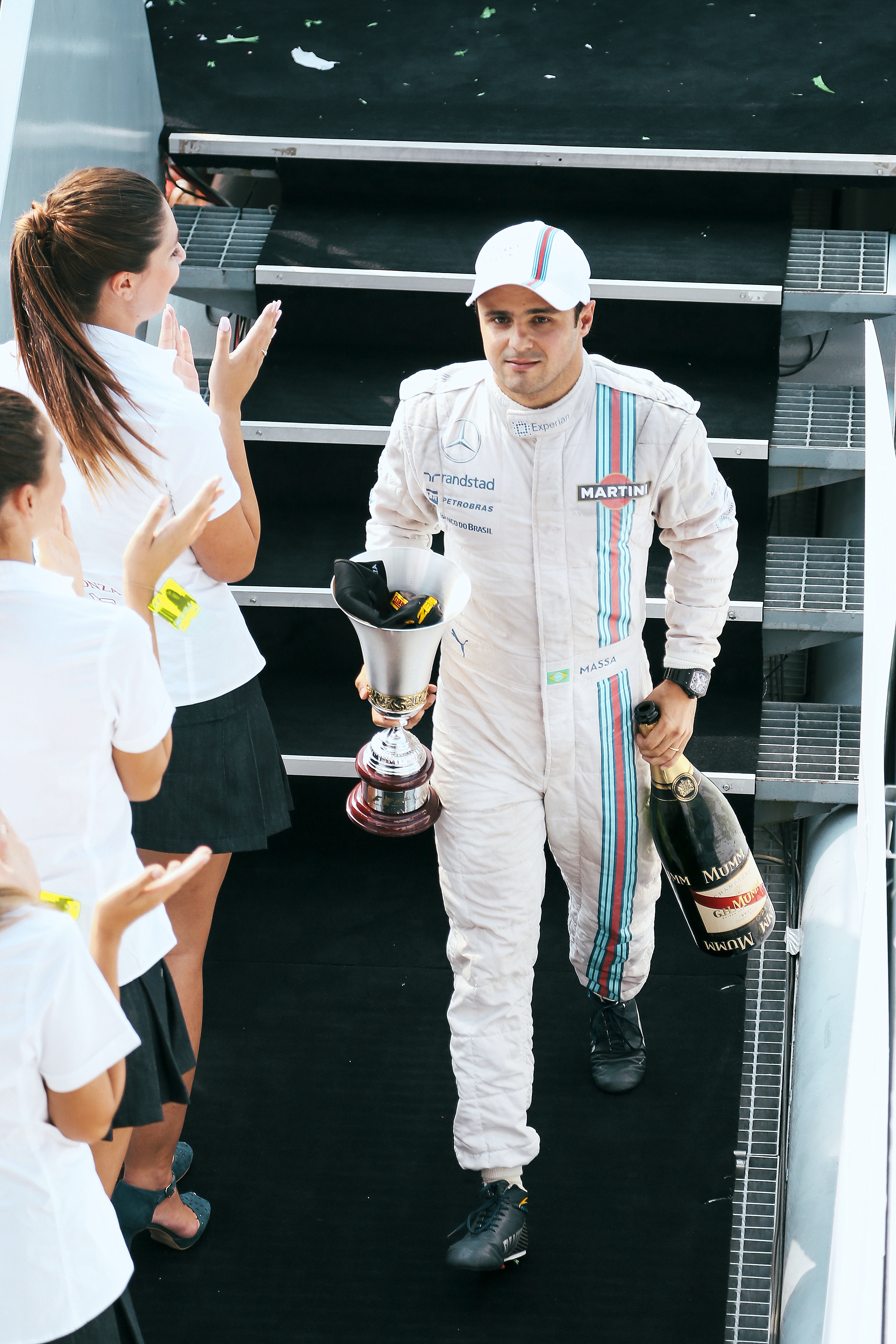
Felipe Massa pe podium la din. El este, de asemenea, ultimul deținător de pole position pentru Williams după performanța de la din acel an.

Echipa a obținut primul pole position din 2012, prin performanța lui Massa la Marele Premiu al Austriei; a fost singura dată când Mercedes a fost învinsă în calificări pe parcursul sezonului 2014. Cu Bottas calificându-se alături de Massa, a fost și prima dată când echipa a blocat prima linie de la Marele Premiu al Germaniei din 2003. Echipa s-a bucurat de o creștere a performanțelor, inclusiv un dublu podium la Abu Dhabi, ceea ce a făcut ca ei să ocupe locul trei în Campionatul Constructorilor. Ei au repetat această performanță și în sezonul 2015, în ciuda unui an discret datorat renașterii Ferrari.
Echipa a intrat în sezonul 2016 cu aceiași Bottas și Massa. Fostul membru al Academiei de Piloți Ferrari, Lance Stroll, s-a alăturat echipei ca pilot de dezvoltare; Alex Lynn a devenit pilot de rezervă alături de Paul di Resta, care a fost anunțat pe 13 martie, după retragerea lui Susie Wolff din sporturile cu motor. Echipa a încheiat sezonul pe locul 5 în campionatul constructorilor, obținând doar un podium în tot anul, locul 3 al lui Bottas din Marele Premiu al Canadei.

#### Sezoanele 2017-2019 (Problemele financiare macină echipa)

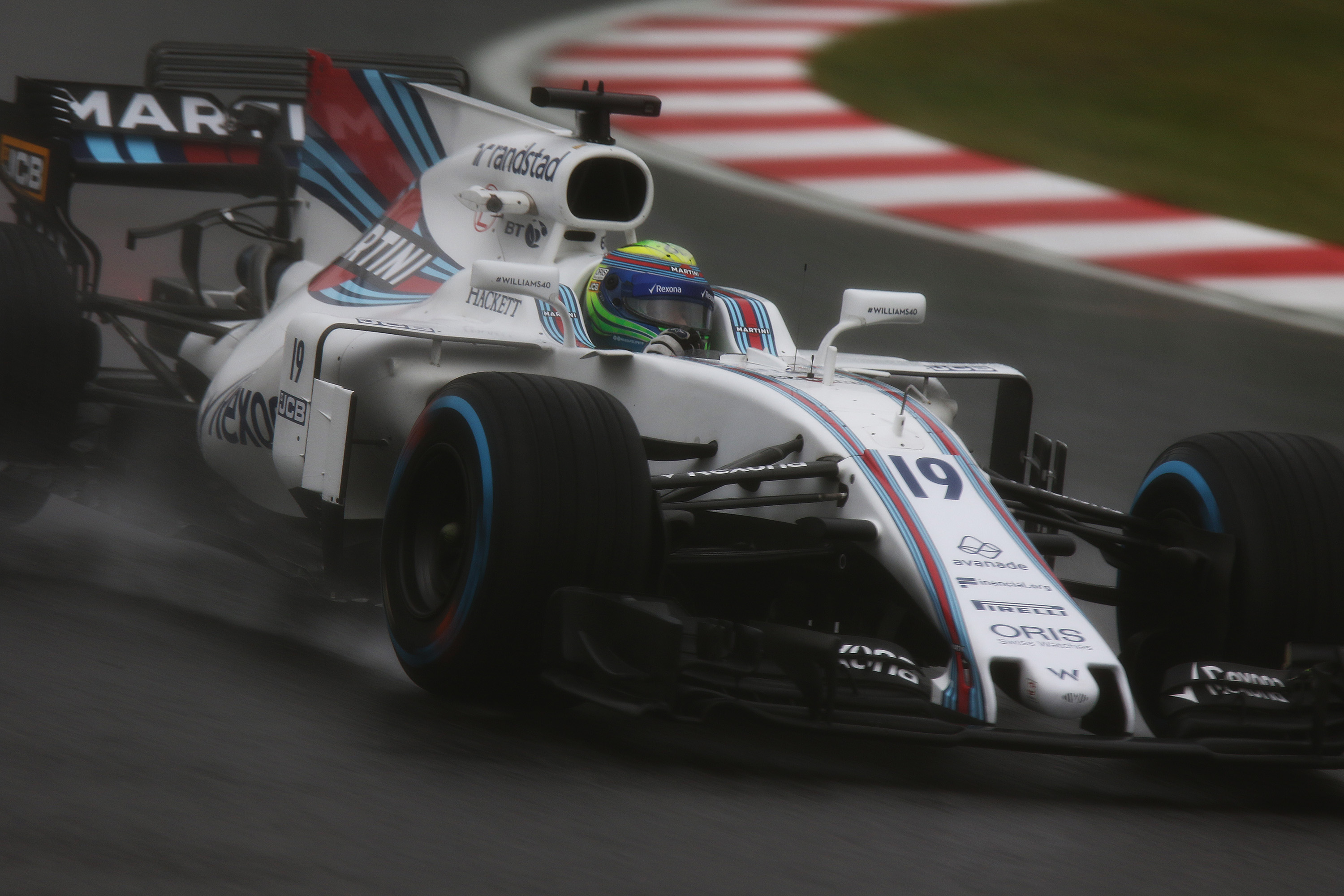
Felipe Massa în din. El s-a retras din Formula 1 la finalul acelui sezon.

În septembrie 2016, Massa și-a anunțat intențiile de a se retrage din Formula 1, iar Stroll a fost anunțat ulterior drept înlocuitorul său pentru 2017. După decizia lui Nico Rosberg de a se retrage din sport, echipa l-a eliberat pe Bottas din contract pentru a-i permite să-i ia locul la Mercedes, Massa revenind la echipă pentru un an de contract. Massa a fost nevoit să se retragă de la Marele Premiu al Ungariei din 2017 din cauza unei boli; echipa a anunțat apoi că Paul di Resta va concura în schimb alături de Stroll. Locul 3 în Azerbaidjan cucerit de Stroll a fost cea mai mare realizare a sezonului, echipa terminând la final din nou pe locul 5 în Campionatul Constructorilor.
Pe 4 noiembrie 2017, Felipe Massa și-a anunțat decizia de a se retrage definitiv din F1. Pilotul de rezervă al Renault și clasat pe locul 3 din seria GP2 2016, Serghéi Sirótkin, a fost semnat ca înlocuitor al său pentru 2018, Robert Kubica alăturându-se echipei ca pilot de rezervă și dezvoltare. Williams nu a avut performanța dorită în 2018, înscriind doar 7 puncte și terminând pe ultimul loc în clasamentul Campionatului Constructorilor. Deși monopostul FW41 a suferit rar de probleme de fiabilitate, a fost semnificativ în urma ritmului grilei; Cea mai bună clasare a echipei a fost locul 8 al lui Stroll în Azerbaidjan. Celălalt punctaj al echipei a fost la Marele Premiu al Italiei, Stroll terminând pe locul 9, iar Sirotkin a obținut primul său punct în campionat după ce a încheiat cursa pe locul 10. Acesta a fost și singurul Grand Prix al sezonului în care echipa a ajuns în a treia sesiune de calificări, Stroll plecând de pe locul 10 pe grilă.

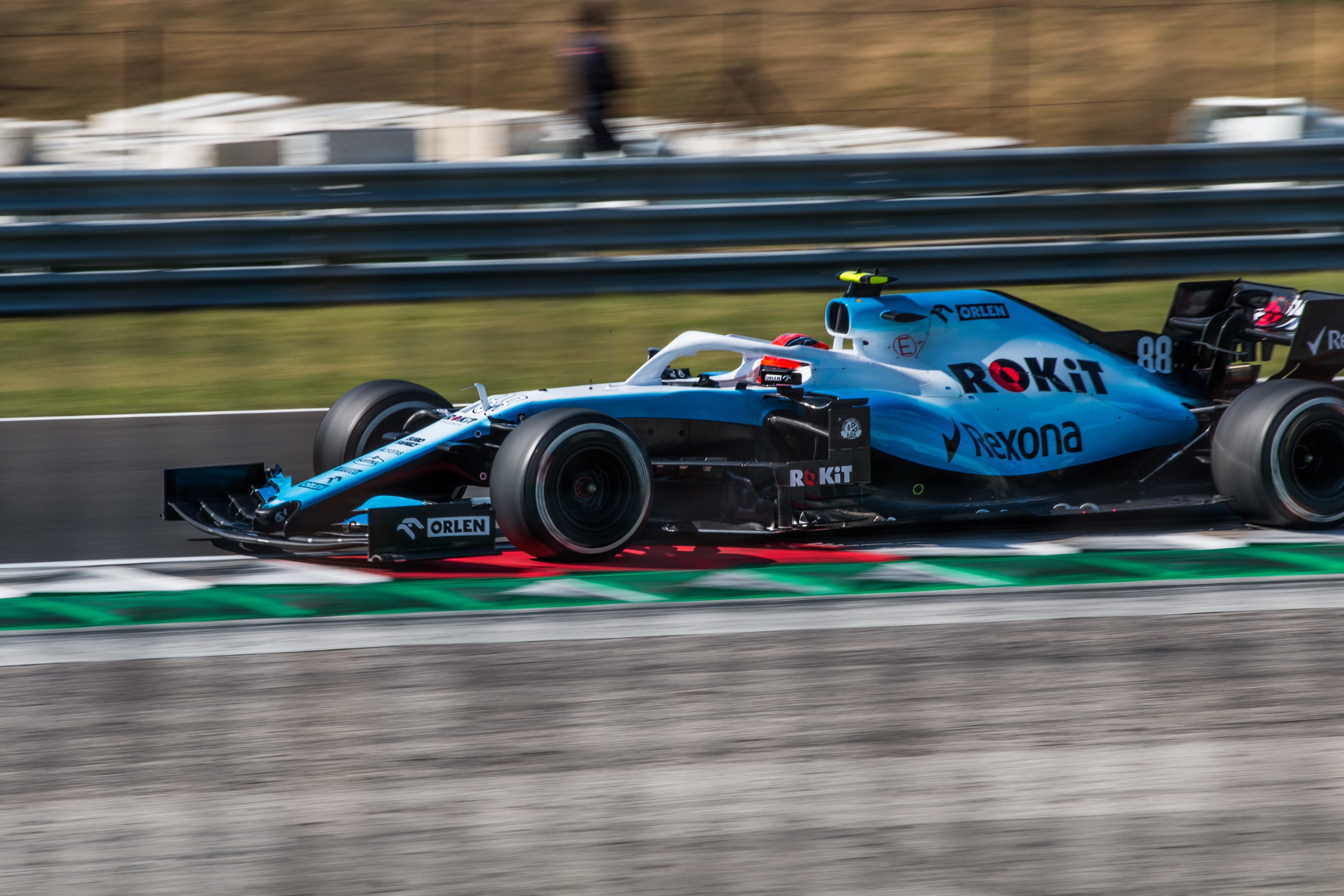
Monopostul FW42 construit de Williams pentru sezonul a fost cea mai slabă mașină din istoria constructorului.

Pe 12 octombrie 2018, echipa a semnat cu campionul în exercițiu de Formula 2, George Russell, pentru sezonul 2019. Pe 22 noiembrie 2018, a fost anunțat că pilotul de rezervă Robert Kubica va fi promovat pe celălalt loc de curse, marcând întoarcerea sa în Formula 1 după opt ani departe de sport din cauza unei accidentări. Williams a ratat primele două zile și jumătate de teste de presezon de la Barcelona, deoarece monopostul FW42 nu era încă pregătit, singura echipă care a suferit un astfel de eșec. Williams a început sezonul departe de a fi competitivă. În timpul calificării pentru cursa de deschidere a sezonului din Australia, cel mai rapid timp al lor a fost cu aproape 1,3 secunde mai lent decât cel mai apropiat concurent. În cursă, Russell și Kubica au terminat cu două, respectiv trei tururi în spatele liderului. Cel mai bun rezultat al echipei din sezon a venit în Germania, unde Kubica s-a clasat pe locul 10, singurul punct al echipei din acel sezon. Îmbunătățirile au venit în timpul sezonului iar FW42 a început să-și ajungă din urmă concurenții; Russell a ajuns la 0,1 secunde aproape de Q2 în calificările pentru Marele Premiu al Ungariei și a terminat aproape de puncte, cu locul 12 în Brazilia. Cu toate acestea, ambele mașini au fost eliminate în Q1 la fiecare cursă a sezonului. În ciuda lipsei de performanță a echipei în comparație cu 2014–2017, a fost confirmat că Williams și-a extins parteneriatul cu furnizorul de motoare Mercedes până în 2025.

#### 2020-prezent (Vânzare și management nou)
Pe 19 septembrie 2019, Williams a anunțat că Kubica a decis să părăsească echipa la sfârșitul sezonului 2019; el va continua alături de Alfa Romeo ca pilot de rezervă. Nicholas Latifi, vicecampion de Formula 2 în 2019, a fost promovat din rolul său de pilot de rezervă pentru a-l înlocui pe Kubica pentru sezonul 2020. Jack Aitken l-a înlocuit pe Latifi ca pilot de rezervă.

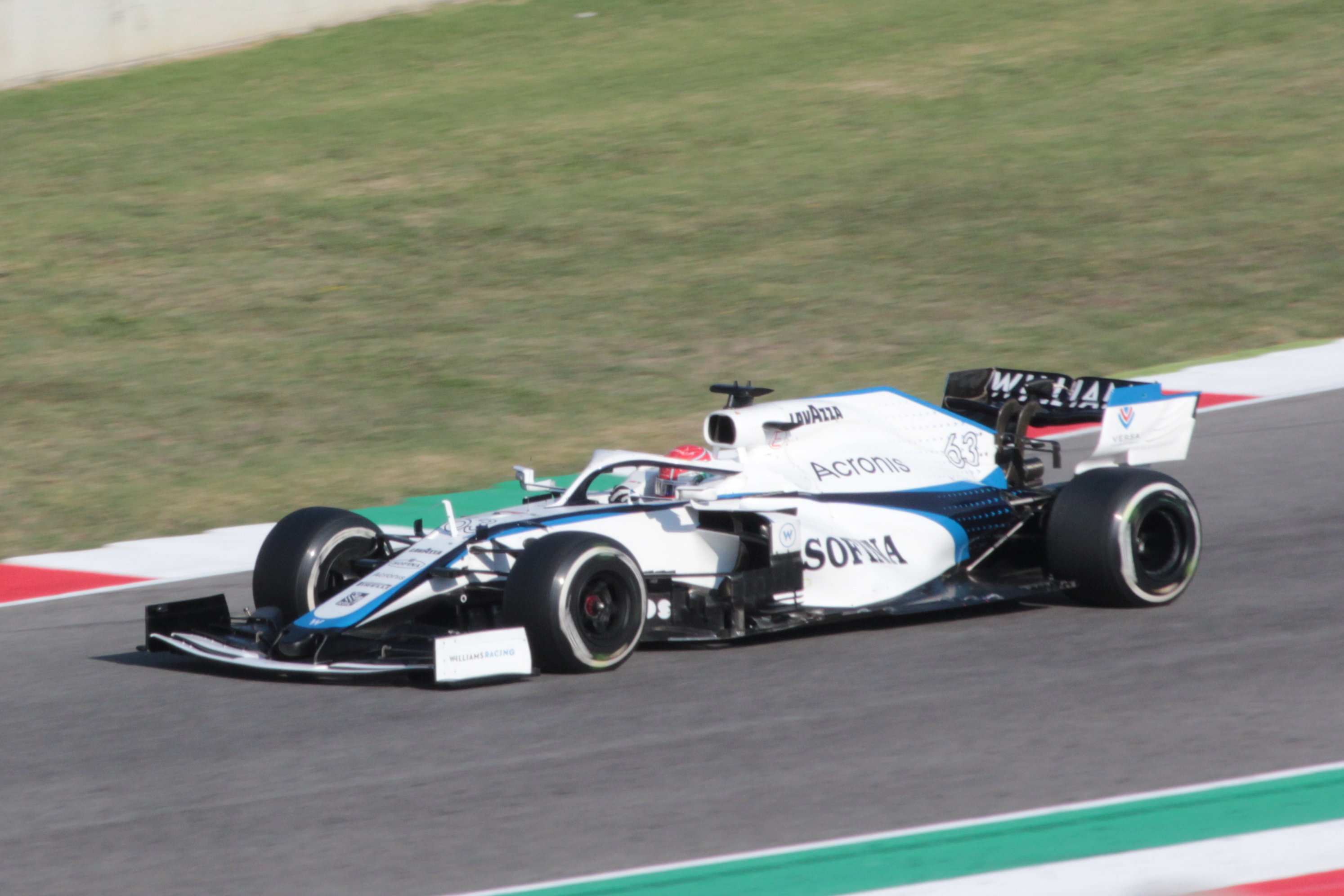
Williams nu a marcat niciun punct în sezonul, pentru prima oară în istoria constructorului.

La 21 august 2020, Williams a fost achiziționată de grupul american de investiții, Dorilton Capital, pentru 152 de milioane de euro. Suma include de asemenea și stingerea datoriilor companiei și va continua să funcționeze sub numele Williams, păstrându-și baza din Marea Britanie. În ciuda faptului că i s-a oferit șansa de a rămâne în funcția de director al echipei Williams, Claire Williams și-a anunțat plecarea din echipă efectiv după weekendul Marelui Premiu al Italiei din 2020. În urma acestui anunț, va fi pentru prima dată când echipa Williams F1 nu se află sub conducerea familiei Williams de la înființare, cu 43 de ani în urmă. Simon Roberts, care s-a alăturat echipei Williams venind de la McLaren în mai 2020, a devenit director interimar al echipei. În decembrie 2020, Williams a anunțat că Jost Capito se va alătura lui Williams ca noul CEO, Simon Roberts devenind director de echipă și va raporta lui Capito.
În timpul Marelui Premiu al Principatului Monaco 2021, Williams și-a sărbătorit cel de-al 750-lea start într-un Mare Premiu. În iunie 2021, Roberts a părăsit echipa. Cele mai multe dintre responsabilitățile sale au fost preluate de Capito, François-Xavier Demaison preluându-și atribuțiile de conducere pe cale. În Marele Premiu al Ungariei din 2021, Williams a obținut primele puncte de la Marele Premiu al Germaniei din 2019 cu Robert Kubica, și prima finalizare dublă în puncte de la Marele Premiu al Italiei din 2018 încoace. La Marele Premiu al Belgiei din 2021, Russell s-a calificat pe locul 2 și a obținut primul podium al lui Williams de la Marele Premiu al Azerbaidjanului din 2017, deoarece cursa a fost oprită după ce au fost finalizate doar două tururi în condiții de mașină de siguranță, permițând majorității piloților să își păstreze poziția de calificare. Echipa a mai obținut un al doilea punctaj dublu consecutiv, Latifi terminând pe locul 9.

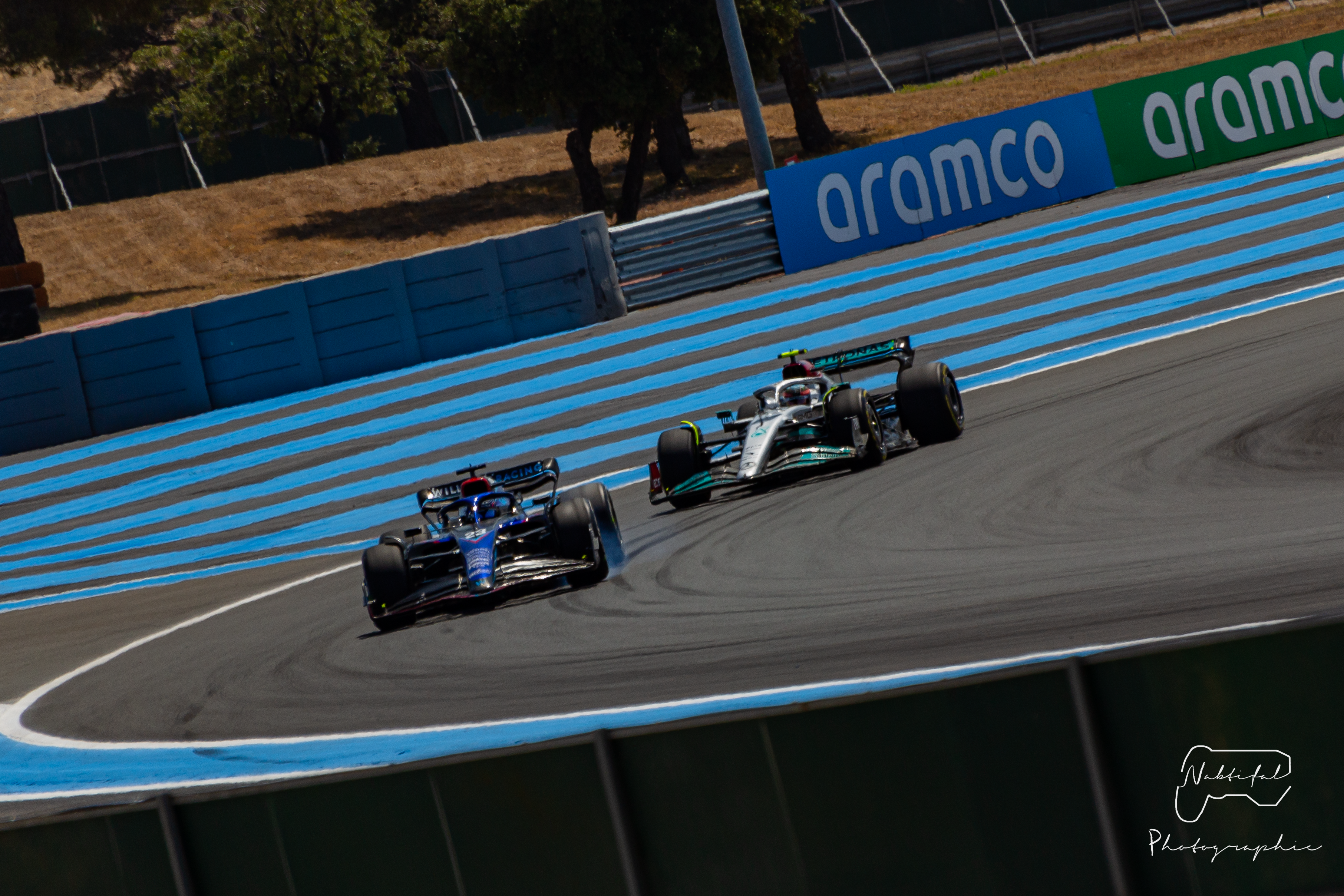
Alexander Albon urmărit de fostul pilot al echipei, George Russell, în.

Înainte de sezonul 2022, Russell a părăsit Williams pentru a se alătura constructorului german Mercedes, din a cărei echipă de juniori făcuse parte. Fostul pilot Red Bull, Alexander Albon, a fost semnat pentru a-l înlocui pe Russell. Latifi și-a păstrat locul în echipă. Albon a marcat primele puncte ale echipelor din sezon în Marele Premiu al Australiei din 2022, unde a oprit o singură dată la boxe în ultimul tur și a terminat pe locul zece. Albon a terminat, de asemenea, pe locul nouă la Miami. Latifi a obținut prima sa apariție în Q3 la Marele Premiu al Marii Britanii, deși a terminat cursa în afara punctelor, pe locul 12. După o serie de penalizări la Marele Premiu al Belgiei, Albon s-a calificat pe locul nouă și a început de pe locul șase. Albon a continuat să obțină al treilea loc în puncte pentru Williams, încheind cursa pe locul zece. Înainte de a treia sesiune de antrenamente de la Marele Premiu al Italiei, Albon s-a retras după ce s-a simțit rău, suferind de apendicită. Williams l-a anunțat pe Nyck de Vries drept înlocuitor. În prima sa sesiune de calificări, de Vries s-a calificat pe locul al treisprezecelea, dar a început pe locul opt după mai multe penalizări suferite de alți piloți. de Vries a terminat pe locul nouă, marcând puncte la debutul său.
Înainte de începerea sezonului 2023, fostul strateg șef al Mercedes, James Vowles, a fost anunțat că va prelua funcția de noul director al echipei, după demisia fostului director lui Jost Capito în 2022. De asemenea, contractul lui Albon a fost prelungit, iar debutantul Logan Sargeant a fost adus în locul lui Nicholas Latifi; Sargeant este primul pilot american care a concurat în Formula 1 de când Alexander Rossi a condus pentru fosta echipă Marussia F1 pentru cinci curse în 2015. În cursa de deschidere a sezonului, Marele Premiu al Bahrainului, Albon a marcat un punct datorită clasării pe locul zece în fața lui Sargeant, care a terminat pe locul 12. Williams a mai obținut alte șapte clasări în puncte pe parcursul sezonului, aproape toate prin Albon. Primul punct din Formula 1 obținut de Sargeant a venit la cursa de acasă, Marele Premiu al Statelor Unite, unde s-a clasat pe locul 10 după descalificările lui Lewis Hamilton și Charles Leclerc. Williams a încheiat sezonul pe locul 7 în Campionatul Constructorilor, acumulând 28 de puncte. A fost cea mai bună clasare obținută de Williams din 2017 încoace.
Albon și Sargeant au fost păstrați pentru sezonul 2024. Acesta din urmă a fost concediat după Marele Premiu al Țărilor de Jos din 2024 din cauza performanțelor sale slabe și a accidentului suferit în a treia secțiune de antrenamente. Înlocuitorul său, începând cu Marele Premiu al Italiei din 2024 și până la sfârșitul sezonului, a fost actualul pilotul Formula 2 și membru al Academiei de Piloți Williams, Franco Colapinto, care avea să devină primul pilot argentinian care concurează în Formula 1 de la Gastón Mazzacane în 2001. Cel mai bun rezultat al sezonului a venit în Marele Premiu al Azerbaidjanului a reușit o clasare pe locul șapte, iar Colapinto s-a clasat în spatele său pe locul 8. Alte patru clasări în primele zece poziții au adus echipei 17 puncte la general, ajutând echipa să termine sezonul pe locul nouă în Clasamentul Constructorilor.

## Palmares în Formula 1
| Sezon | Piloți                                                                                            | Puncte | Loc |
| ----- | ------------------------------------------------------------------------------------------------- | ------ | --- |
| 2024  | Alexander Albon Logan Sargeant (15 curse) Franco Colapinto (9 curse)                              | 17     | 9   |
| 2023  | Alexander Albon Logan Sargeant                                                                    | 28     | 7   |
| 2022  | Nicholas Latifi Alexander Albon                                                                   | 8      | 10  |
| 2021  | George Russell Nicholas Latifi                                                                    | 23     | 8   |
| 2020  | George Russell (16 curse) Nicholas Latifi Jack Aitken (1 cursă)                                   | 0      | 10  |
| 2019  | Robert Kubica George Russell                                                                      | 1      | 10  |
| 2018  | Lance Stroll Serghéi Sirótkin                                                                     | 7      | 10  |
| 2017  | Felipe Massa Lance Stroll                                                                         | 83     | 5   |
| 2016  | Felipe Massa Valtteri Bottas                                                                      | 138    | 5   |
| 2015  | Felipe Massa Valtteri Bottas                                                                      | 257    | 3   |
| 2014  | Felipe Massa Valtteri Bottas                                                                      | 320    | 3   |
| 2013  | Pastor Maldonado Valtteri Bottas                                                                  | 5      | 9   |
| 2012  | Pastor Maldonado Bruno Senna                                                                      | 76     | 8   |
| 2011  | Rubens Barrichello Pastor Maldonado                                                               | 5      | 9   |
| 2010  | Rubens Barrichello Nico Hülkenberg                                                                | 69     | 6   |
| 2009  | Nico Rosberg Kazuki Nakajima                                                                      | 34,5   | 7   |
| 2008  | Nico Rosberg Kazuki Nakajima                                                                      | 26     | 8   |
| 2007  | Nico Rosberg Alexander Wurz (16 curse) Kazuki Nakajima (1 cursă)                                  | 33     | 4   |
| 2006  | Mark Webber Nico Rosberg                                                                          | 11     | 8   |
| 2005  | Mark Webber Nick Heidfeld (14 curse) Antônio Pizzonia (5 curse)                                   | 66     | 5   |
| 2004  | Juan Pablo Montoya Ralf Schumacher (12 curse) Marc Gené (2 curse) Antônio Pizzonia (4 curse)      | 88     | 4   |
| 2003  | Juan Pablo Montoya Ralf Schumacher (15 curse) Marc Gené (1 cursă)                                 | 144    | 2   |
| 2002  | Ralf Schumacher Juan Pablo Montoya                                                                | 92     | 2   |
| 2001  | Ralf Schumacher Juan Pablo Montoya                                                                | 80     | 3   |
| 2000  | Ralf Schumacher Jenson Button                                                                     | 36     | 3   |
| 1999  | Alessandro Zanardi Ralf Schumacher                                                                | 35     | 5   |
| 1998  | Jacques Villeneuve Heinz-Harald Frentzen                                                          | 38     | 3   |
| 1997  | Jacques Villeneuve Heinz-Harald Frentzen                                                          | 123    | 1   |
| 1996  | Damon Hill Jacques Villeneuve                                                                     | 175    | 1   |
| 1995  | Damon Hill David Coulthard                                                                        | 112    | 2   |
| 1994  | Damon Hill Ayrton Senna (3 curse) David Coulthard (8 curse) Nigel Mansell (4 curse)               | 118    | 1   |
| 1993  | Damon Hill Alain Prost                                                                            | 168    | 1   |
| 1992  | Nigel Mansell Riccardo Patrese                                                                    | 164    | 1   |
| 1991  | Nigel Mansell Riccardo Patrese                                                                    | 125    | 2   |
| 1990  | Thierry Boutsen Riccardo Patrese                                                                  | 57     | 4   |
| 1989  | Thierry Boutsen Riccardo Patrese                                                                  | 75     | 2   |
| 1988  | Nigel Mansell (14 curse) Martin Brundle (1 cursă) Jean-Louis Schlesser (1 cursă) Riccardo Patrese | 20     | 7   |
| 1987  | Nigel Mansell (15 curse) Riccardo Patrese (1 cursă) Nelson Piquet                                 | 137    | 1   |
| 1986  | Nigel Mansell Nelson Piquet                                                                       | 141    | 1   |
| 1985  | Nigel Mansell Keke Rosberg                                                                        | 71     | 3   |
| 1984  | Jacques Laffite Keke Rosberg                                                                      | 25,5   | 6   |
| 1983  | Keke Rosberg Jacques Laffite Jonathan Palmer (1 cursă)                                            | 36     | 4   |
| 1982  | Carlos Reutemann (2 curse) Mario Andretti (1 cursă) Derek Daly (12 curse) Keke Rosberg (15 curse) | 58     | 4   |
| 1981  | Alan Jones Carlos Reutemann                                                                       | 95     | 1   |
| 1980  | Alan Jones Carlos Reutemann                                                                       | 120    | 1   |
| 1979  | Alan Jones Clay Regazzoni                                                                         | 75     | 2   |
| 1978  | Alan Jones                                                                                        | 11     | 9   |
| 1977  | Patrick Nève (11 curse)                                                                           |        |     |